# Liste der Biografien/Bod
Liste der Biografien |
Portal Biografien |
Personensuche
# |
A |
B |
C |
D |
E |
F |
G |
H |
I |
J |
K |
L |
M |
N |
O |
P |
Q |
R |
S |
T |
U |
V |
W |
X |
Y |
Z |
?
 
Ba |
Be |
Bd |
Bg |
Bh |
Bi |
Bj |
Bl |
Bm |
Bn |
Bo |
Br |
Bs |
Bu |
Bw |
By |
Bz
 
Boa–Boc |
Bod |
Boe |
Bof |
Bog |
Boh |
Boi–Bok |
Bol |
Bom |
Bon |
Boo |
Bop |
Boq |
Bor |
Bos |
Bot |
Bou |
Bov–Boz
Die Liste der Biografien führt alle Personen auf, die in der deutschsprachigen Wikipedia einen Artikel haben. Dieses ist eine Teilliste mit 650 Einträgen von Personen, deren Namen mit den Buchstaben „Bod“ beginnt.

## Bod
- Bod, Stefan de (* 1996), südafrikanischer Radrennfahrer

### Boda
- Boda, Karl (1889–1942), deutscher Astronom
- Boda, Marie Hammer (* 1996), dänische Schauspielerin
- Boda, Pierre (* 1983), australischer Shorttracker
- Bodack, Karl-Dieter (1938–2025), deutscher VerkehrswissenschaftlerKarl-Dieter Bodack (1938–2025)

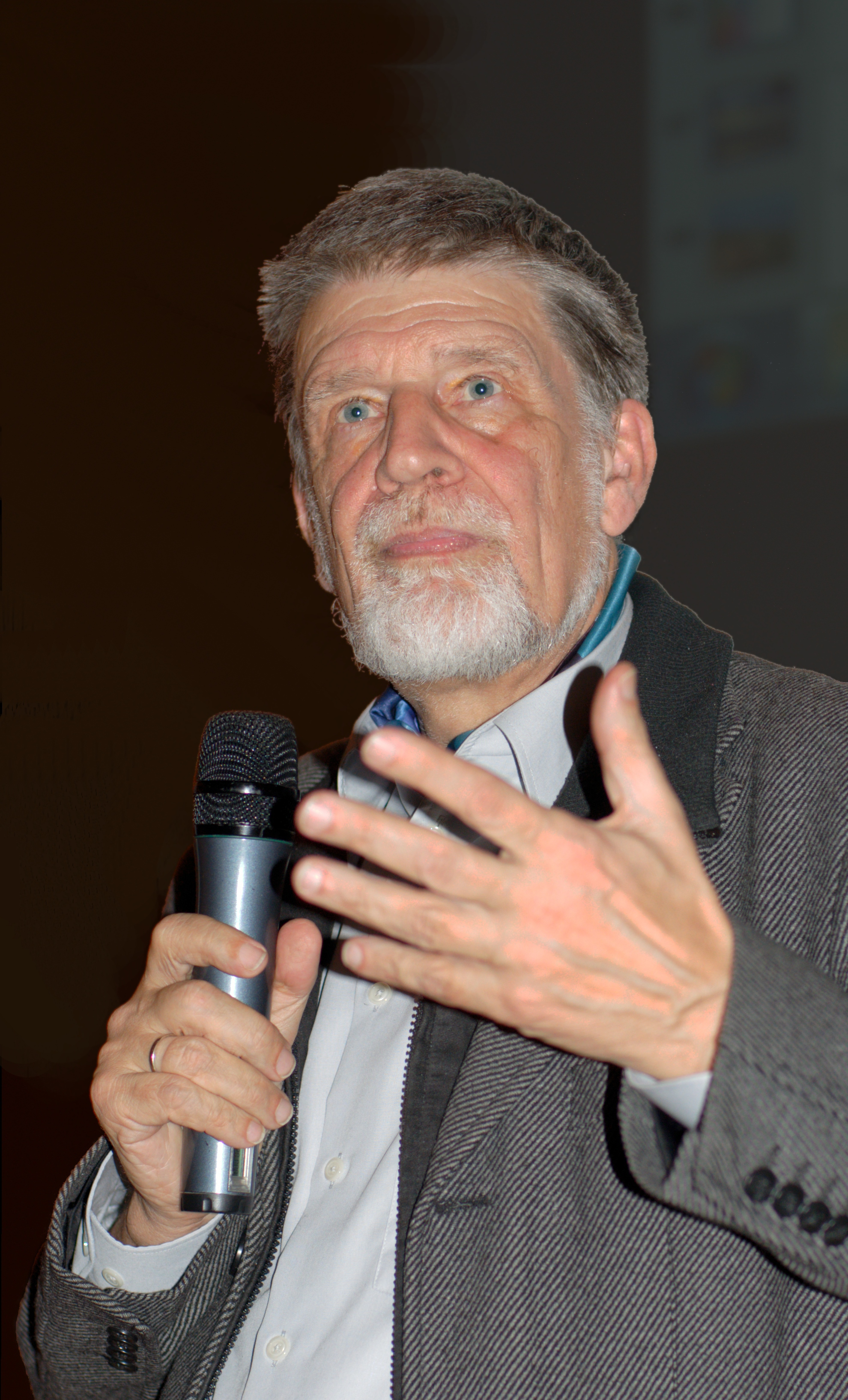
Karl-Dieter Bodack (1938–2025)

- Bodaeus van Stapel, Johannes (1602–1636), holländischer Arzt und Botaniker
- Bodahl, Asbjørn (1896–1962), norwegischer Turner
- Bódalo, José (1916–1985), spanischer Schauspieler
- Bodamer, Daniel (* 1993), deutscher Koch
- Bodamer, Joachim (1910–1985), deutscher Neurologe
- Bodanszky, Miklos (1915–2007), ungarisch-amerikanischer Chemiker
- Bodanzky, Artur (1877–1939), österreichisch-amerikanischer Violinist, Konzertdirigent und Kapellmeister der Metropolitan Opera in New York
- Bodanzky, Robert (1879–1923), österreichischer Kabarettist, Operetten- und Schlagerautor, Regisseur, Schauspieler
- Bodard, Albert (1883–1969), französischer Diplomat
- Bodard, Joseph (* 1938), französischer Konteradmiral
- Bodard, Louis-Victor (1765–1799), französischer Ingenieur
- Bodard, Lucien (1914–1998), französischer Journalist, Schriftsteller und Schauspieler
- Bodard, Mag (1916–2019), französische Filmproduzentin
- Bodard, Pierre (1881–1937), französischer Maler
- Bodarewski, Nikolai Kornilijewitsch (1850–1921), Maler
- Bodart, Arnaud (* 1998), belgischer Fußballspieler
- Bodart, Denis (* 1962), belgischer Comiczeichner
- Bodart, Émile (* 1942), belgischer Radrennfahrer
- Bodart, Eugen (1905–1981), deutscher Komponist und Dirigent
- Bodart, Gaston (1867–1940), Militärhistoriker, Statistiker und österreichischer Regierungsbeamter
- Bodawpaya (1745–1819), König von Birma

### Bodc
- Bödcher, Gustav (1836–1899), deutscher Kommunalbeamter, Oberbürgermeister von Halberstadt

### Bodd
- Boddaert, Pieter (1730–1795), niederländischer Physiologe, Arzt, Zoologe, Ornithologe und Naturforscher
- Boddam-Whetham, Adelaide (1860–1954), britische Bogenschützin
- Bodde, Derk (1909–2003), US-amerikanischer Sinologe und China-Historiker
- Bodde, Johann Bernhard (1760–1833), deutscher katholischer Theologe, Philosoph, Naturwissenschaftler und Hochschullehrer
- Böddecker, Philipp Friedrich († 1683), deutscher Komponist und Organist
- Böddeker, Günter (1933–2012), deutscher Journalist und Publizist
- Böddeker, Karl (1846–1924), deutscher Schuldirektor, Anglist, Romanist und Schulbuchautor
- Böddeker, Nicolaus († 1459), norddeutscher Bischof
- Boddem, Angela (* 1961), deutsche Benediktinerin und Äbtissin der Abtei Varensell
- Bodden, Eric (* 1980), deutscher Informatikwissenschaftler und Hochschullehrer
- Bodden, Ilona (1927–1985), deutsche Lyrikerin, Autorin und Übersetzerin
- Bodden, Olaf (* 1968), deutscher FußballspielerOlaf Bodden (* 1968)

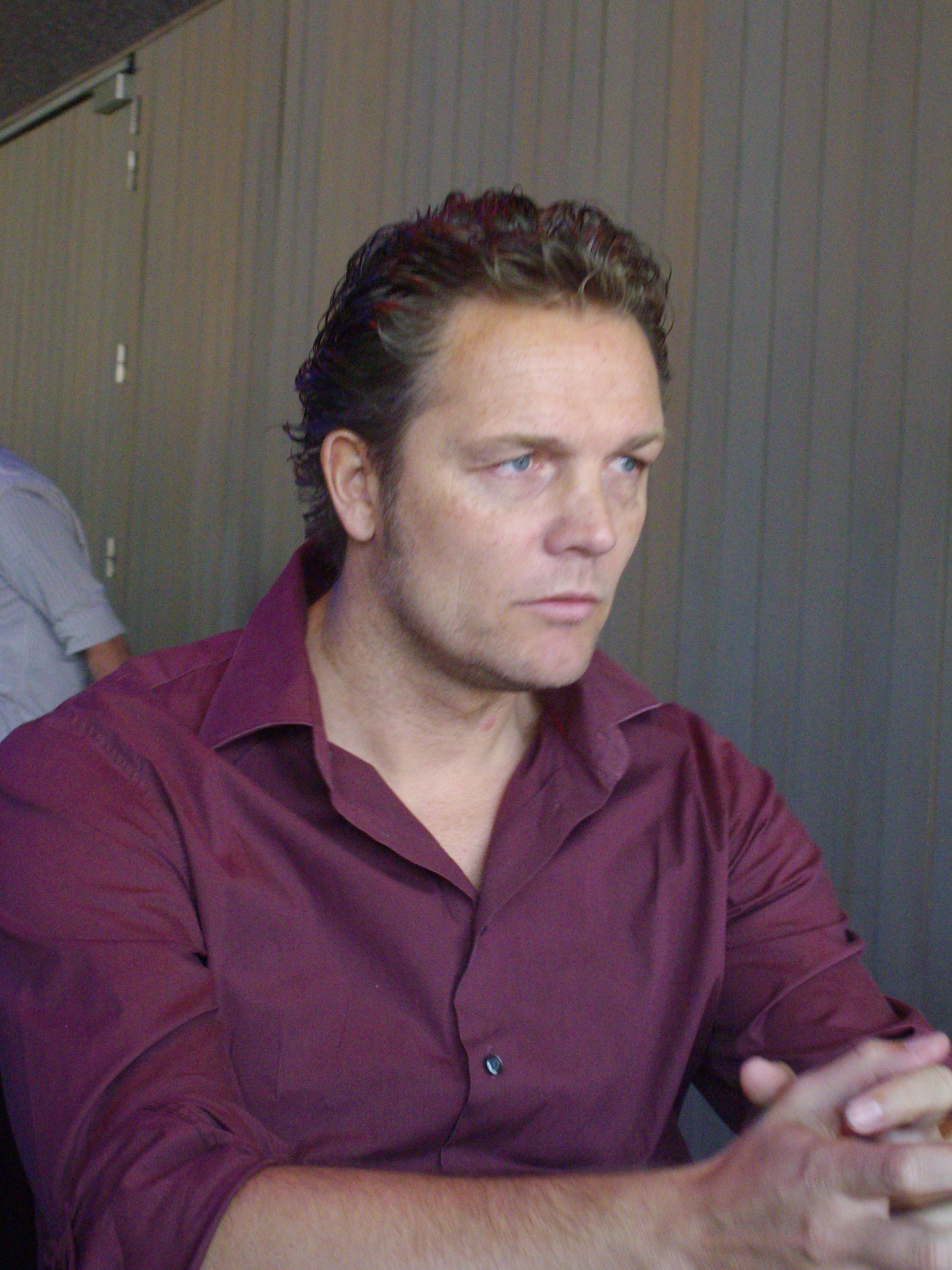
Olaf Bodden (* 1968)

- Bodden, Peter Ludwig (* 1648), deutscher Politiker und Bürgermeister der Reichsstadt Aachen
- Boddenberg, Michael (* 1959), deutscher Politiker (CDU), MdL
- Böddener, David (1546–1612), Propst zweier Klöster im Eichsfeld
- Boddey, Martin (1907–1975), britischer Schauspieler
- Boddien, Alfons von (1802–1857), preußischer Offizier und Mitglied der Frankfurter Nationalversammlung
- Boddien, Georg von (1850–1926), deutscher Porträt- und Genremaler
- Boddien, Gustav von (1814–1870), deutscher Forstwirt, Dichter und Zeichner
- Boddien, Johann Caspar von (1772–1845), deutscher Offizier und Generalmajor
- Boddien, Wilhelm von (* 1942), deutscher KaufmannWilhelm von Boddien (* 1942)

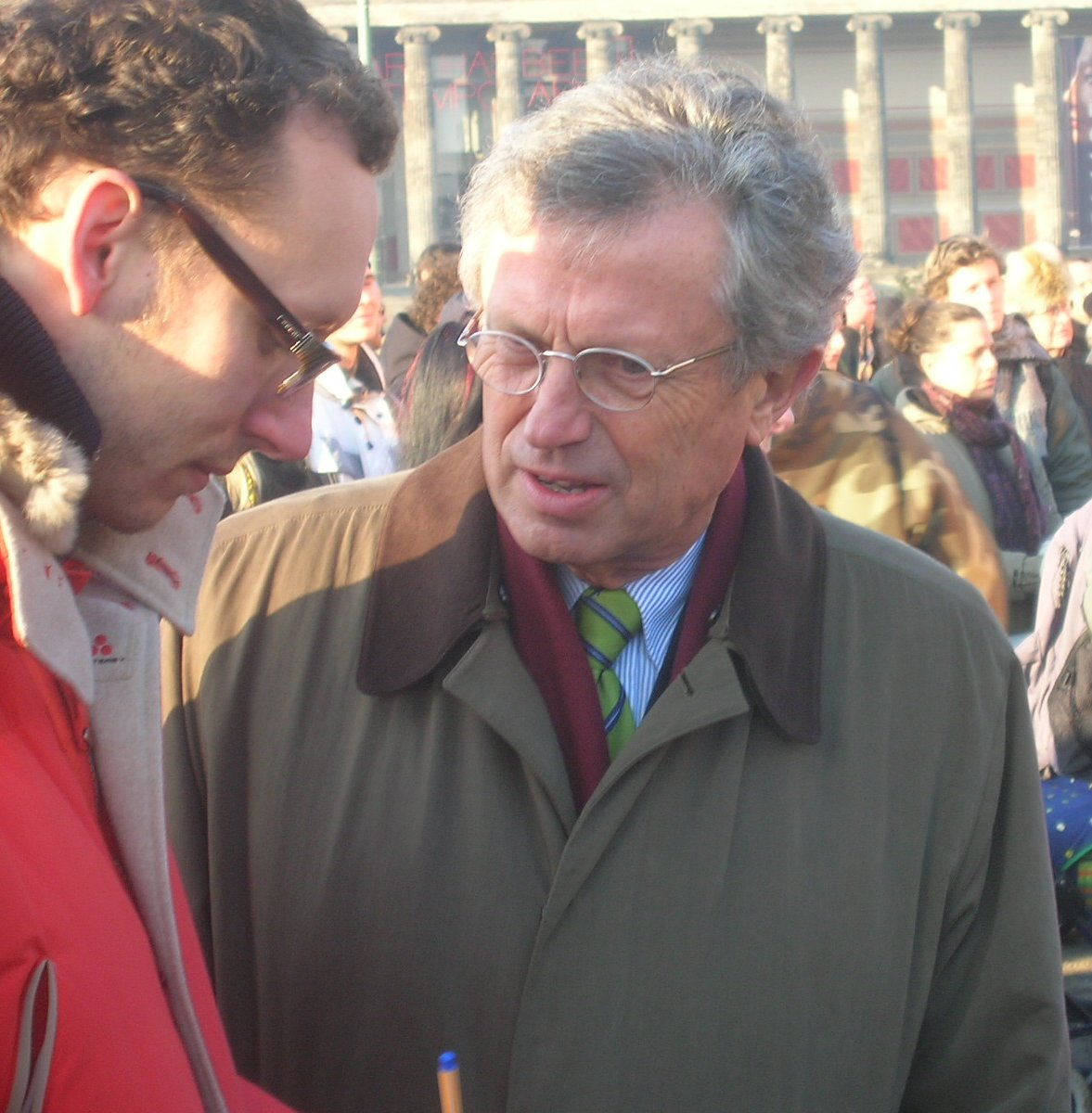
Wilhelm von Boddien (* 1942)

- Boddin, Helga (1926–2006), deutsche Rundfunkjournalistin, Moderatorin, Gewerkschafterin
- Boddin, Hermann (1844–1907), deutscher Bürgermeister und Politiker
- Bödding, Inge (* 1947), deutsche Leichtathletin
- Bodding, Paul Olaf (1865–1938), norwegischer Missionar und Sprachwissenschaftler
- Böddinghaus, Carl (1835–1903), deutscher katholischer Priester und Publizist
- Boddington, William (1910–1996), US-amerikanischer Hockeyspieler
- Böddrich, Jürgen (* 1933), deutscher Politiker (SPD), MdL
- Boddy, Alexander (1854–1930), englischer Geistlicher und Pfingstler

### Bode
- Bode, Adolf (1904–1970), deutscher Maler
- Bode, Alexander (1860–1920), deutscher Gärtner und Pädagoge
- Bode, Angelika (* 1954), deutsche Politikerin (parteilos), Bürgermeisterin von Winsen (Luhe)
- Bode, Arndt (* 1948), deutscher Informatiker
- Bode, Arnold (1900–1977), deutscher Künstler, Kurator und Hochschullehrer, Begründer der documenta
- Bode, August (1846–1921), deutscher Ingenieur und Bauunternehmer
- Bode, August (1875–1960), deutscher Industrieller
- Bode, Bernd-Dieter (* 1943), deutscher Jurist, Richter am Bundesgerichtshof
- Bode, Catherine (* 1974), deutsche Schauspielerin, Produzentin und Casterin
- Bode, Christian (* 1942), deutscher Wissenschaftsmanager
- Bode, Christoph (* 1952), deutscher Anglist, Amerikanist und Hochschullehrer
- Bode, Christoph A. M. (* 1955), deutscher Kardiologe und Hochschullehrer
- Bode, Christoph August (1722–1796), deutscher Hochschullehrer, Philologe, Linguist und Orientalist
- Böde, Dániel (* 1986), ungarischer Fußballspieler
- Bode, David (* 1991), deutscher Schauspieler
- Bode, Eckart (1938–1994), deutscher Verwaltungsjurist
- Bode, Elert (1934–2025), deutscher Schauspieler, Theaterregisseur und Theaterintendant
- Bode, Elfriede (1927–2019), deutsche Hochschullehrerin, Gewerkschafterin und Senatorin (Bayern)
- Bode, Elsa (* 1900), deutsche Politikerin (KPD/SED)
- Bode, Ernst (1878–1944), deutscher Architekt, Baubeamter und Hochschullehrer
- Bode, Ferdinand (1906–1996), deutscher Jurist
- Bode, Franz (1903–1940), deutscher Kommunist, Arbeiter und NS-Opfer
- Bode, Franz-Josef (* 1951), deutscher Geistlicher, emeritierter römisch-katholischer Bischof von OsnabrückFranz-Josef Bode (* 1951)

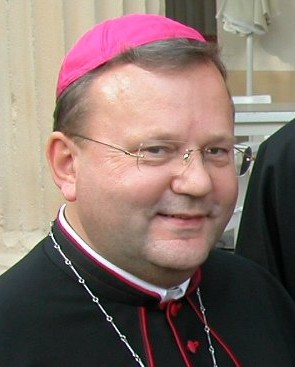
Franz-Josef Bode (* 1951)

- Bode, Friedrich (1811–1899), deutscher Mediziner
- Bode, Friedrich (1856–1932), deutscher Jurist und fürstlicher Kammerdirektor
- Bode, Friedrich Theodor (1812–1875), kurhessischer Finanzbeamter und Finanzminister
- Bode, Georg (1838–1910), deutscher Jurist, Historiker und Naturforscher
- Bode, Georg Heinrich (1802–1846), deutscher Klassischer Philologe
- Bode, Georg Wilhelm (1801–1881), deutscher Maler und Grafiker
- Bode, Gerhard (1620–1697), deutscher evangelischer Theologe
- Bode, Gerhard (* 1897), deutscher Jurist und Polizeibeamter
- Bode, Gottlieb (1863–1937), deutscher Kaufmann, Kunstsammler und Mäzen
- Bode, Gustav (1809–1887), Abgeordneter des Kurhessischen Kommunallandtags
- Bode, Hannelore (* 1941), deutsche Opernsängerin (Sopran)
- Bode, Hans (1895–1980), deutscher Trompeter und Hochschullehrer
- Bode, Hans (1905–1989), deutscher Chemiker
- Bode, Hans (1947–2008), deutscher Ingenieurwissenschaftler
- Bode, Hans-Joachim (* 1942), deutscher Biologe
- Bode, Hans-Jürgen (1941–2022), deutscher Handballspieler
- Bode, Harald (1909–1987), deutscher Ingenieur und Pionier in der Entwicklung elektronischer Musikinstrumente
- Bode, Harro (* 1951), deutscher Segler und Abwasserwirtschaftler
- Bode, Heinrich (1652–1720), deutscher Jurist
- Bode, Helge B. (* 1973), deutscher Chemiker und Biologe
- Bode, Helmut (1910–1988), deutscher Buchhändler, Übersetzer und Autor
- Bode, Helmut (1940–2003), deutscher Bauingenieur und Lehrstuhlinhaber
- Bode, Hendrik Wade (1905–1982), US-amerikanischer Elektrotechniker
- Bode, Herbert (1936–2022), deutscher Chemiker, Ingenieur und Autor
- Bode, Hermann (1876–1948), deutscher Unternehmer und Verbandsfunktionär
- Bode, Hugo (1851–1937), deutscher Pflanzenbauwissenschaftler
- Bode, Jana (* 1969), deutsche Rennrodlerin
- Bode, Johann Elert (1747–1826), deutscher AstronomJohann Elert Bode (1747–1826)

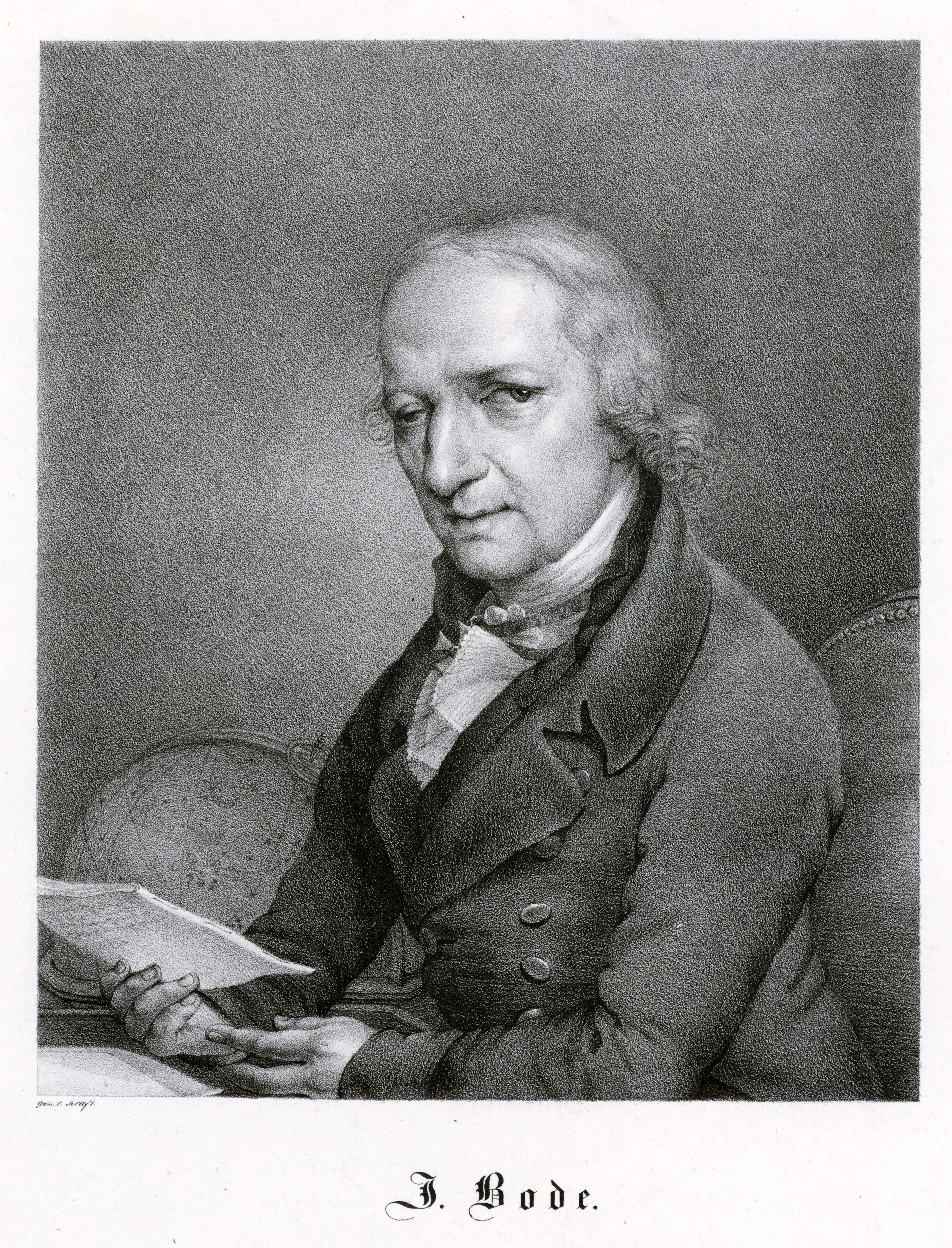
Johann Elert Bode (1747–1826)

- Bode, Johann Joachim Christoph (1730–1793), deutscher Übersetzer
- Bode, Johann Justus (1676–1719), deutscher Astronom und Mathematiker
- Bode, Jörg (* 1969), deutscher Fußballspieler und -trainer
- Bode, Jörg (* 1970), deutscher Politiker (FDP), MdL, Landesminister in Niedersachsen
- Bode, Josephine (* 1982), deutsche Musikerin (Blockflöten, Kaval, EWI)
- Bode, Julius (1876–1942), deutscher Pastor und Politiker
- Bode, Justus (1793–1857), Königlich Hannoverscher Staatsrat und Hofrat
- Bode, Justus Wolrad von (1667–1727), deutscher Reichshofrat und württembergischer Kanzler
- Bode, Karl (1910–1976), deutscher Kommunalpolitiker und Bürgermeister
- Bode, Karl (1912–1981), deutschamerikanischer Ökonom
- Bode, Kurt (1895–1979), deutscher Richter
- Bode, Leopold (1831–1906), deutscher Landschafts-, Porträt- und Genremaler
- Bode, Louis (1839–1900), deutscher Unternehmer und Verbandsfunktionär
- Bode, Ludolf († 1537), Bürgermeister des Braunschweiger Weichbildes Altstadt
- Bode, Manfred (1938–2013), deutscher Politiker (CDU)
- Bode, Manfred (1941–2018), deutscher Rüstungsunternehmer
- Bode, Marco (* 1969), deutscher Fußballspieler
- Bodē, Mark (* 1963), US-amerikanischer Comiczeichner, Graffiti-Künstler, Tätowierer
- Bode, Matthias (* 1967), deutscher Physiker
- Bode, Natalja Fjodorowna (1914–1996), sowjetische Fotografin
- Bode, Nikolaus (* 1938), deutscher Bildhauer, Maler und Grafiker
- Bode, Otto (1913–1981), deutscher Biologe, Virologe und Hochschullehrer
- Bode, Paul (1854–1917), deutscher Gymnasiallehrer für Mathematik, Naturwissenschaften und Religion
- Bode, Paul (1883–1977), deutscher Pädagoge, Hochschullehrer und -direktor sowie Heimatforscher und Autor
- Bode, Paul (1903–1978), deutscher Architekt
- Bode, Peter M. (1937–2019), deutscher Architektur-, Kunst- und Kulturkritiker, Autor, Journalist, Ausstellungskurator, Hochschullehrer und Künstler
- Bode, Philipp (1806–1877), badischer Beamter
- Bode, Pradip, indischer Radrennfahrer
- Bode, Ralf D. (1941–2001), US-amerikanischer Kameramann deutscher Herkunft
- Bode, Ridvan (* 1959), albanischer Politiker
- Bode, Rudolf (1881–1970), deutscher Pädagoge und Gymnastiklehrer
- Bode, Sabine (* 1947), deutsche Autorin und Journalistin
- Bode, Sabine (* 1969), deutsche Autorin und Komikerin
- Bode, Simon (* 1984), deutscher Opernsänger (Tenor)
- Bode, Susan, US-amerikanische Szenenbildnerin
- Bode, Thilo (1918–2014), deutscher Journalist
- Bode, Thilo (* 1947), deutscher Geschäftsführer der Organisationen Greenpeace und FoodwatchThilo Bode (* 1947)

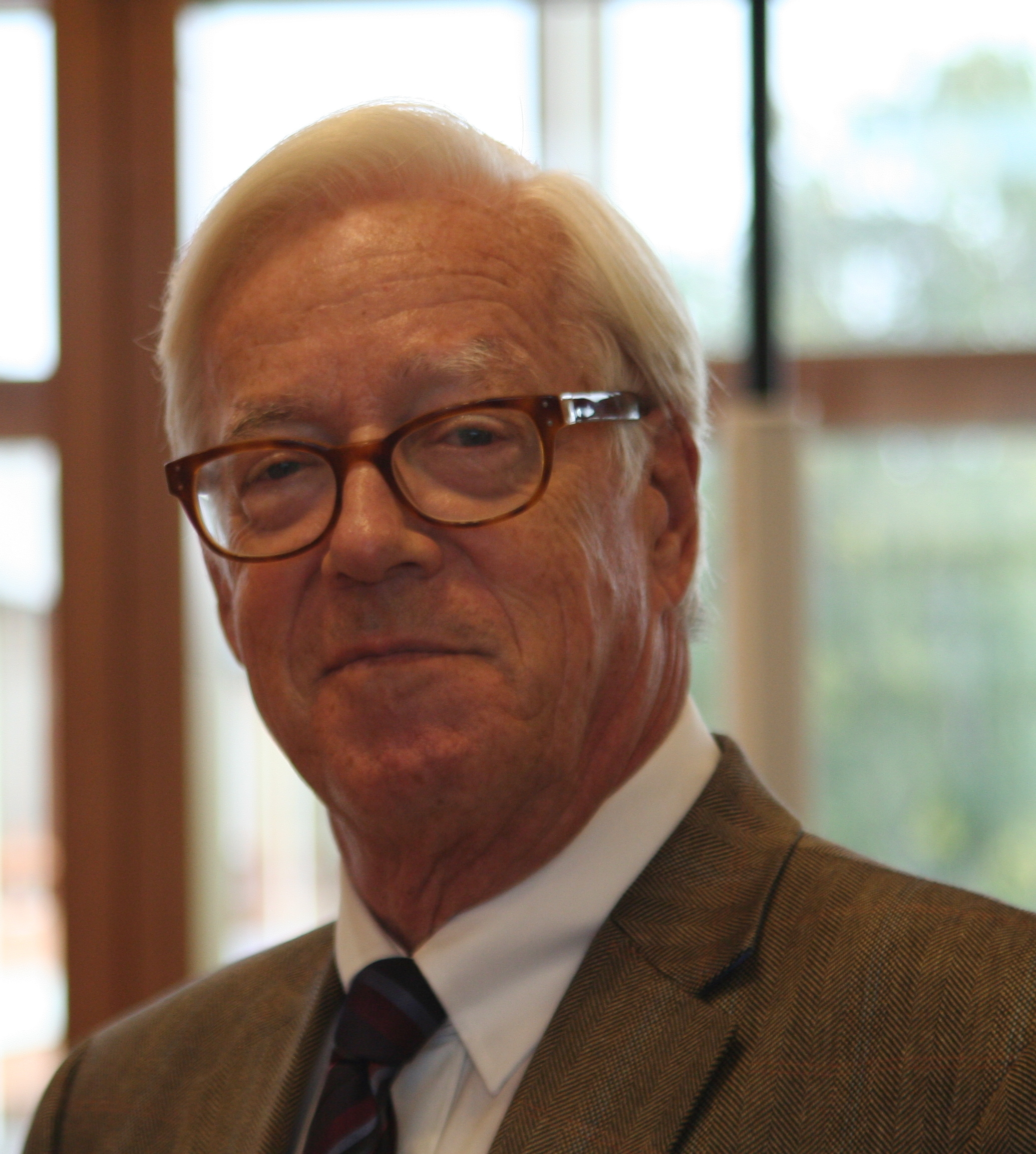
Thilo Bode (* 1947)

- Bode, Thomas (* 1977), deutscher Hochschullehrer und Rechtswissenschaftler
- Bode, Ursula (1922–2018), deutsche Schauspielerin
- Bode, Ursula (* 1942), deutsche Journalistin und Kunstkritikerin
- Bodē, Vaughn (1941–1975), US-amerikanischer Comiczeichner
- Bode, Veronika (* 1972), deutsche Politikerin (CDU), MdL
- Bode, Walter (* 1957), deutscher Diplom-Kaufmann, deutscher Jurist, Richter am Bundesfinanzhof
- Bode, Walther (1884–1947), deutscher Jurist und bürgerlicher Politiker
- Bode, Wilfried (1929–2012), deutscher Wasserballer und zweifacher Olympiateilnehmer
- Bode, Wilhelm (1779–1854), deutscher Jurist und Politiker
- Bode, Wilhelm (1812–1883), deutscher Richter, MdR
- Bode, Wilhelm (1830–1893), deutscher Landschaftsmaler
- Bode, Wilhelm (1860–1927), deutscher evangelischer Pfarrer, Genossenschaftsgründer und Naturschützer
- Bode, Wilhelm (1862–1922), deutscher Aktivist einer Antialkoholiker-Bewegung und Schriftsteller
- Bode, Wilhelm (* 1886), deutscher Schlosser, Gewerkschafter und Widerstandskämpfer gegen den Nationalsozialismus
- Bode, Wilhelm (* 1947), deutscher Forstmann und Naturschützer, Leiter der Saarländischen Landesforstverwaltung (1987–1993)
- Bode, Wilhelm von (1845–1929), deutscher Kunsthistoriker und MuseumsdirektorWilhelm von Bode (1845–1929)

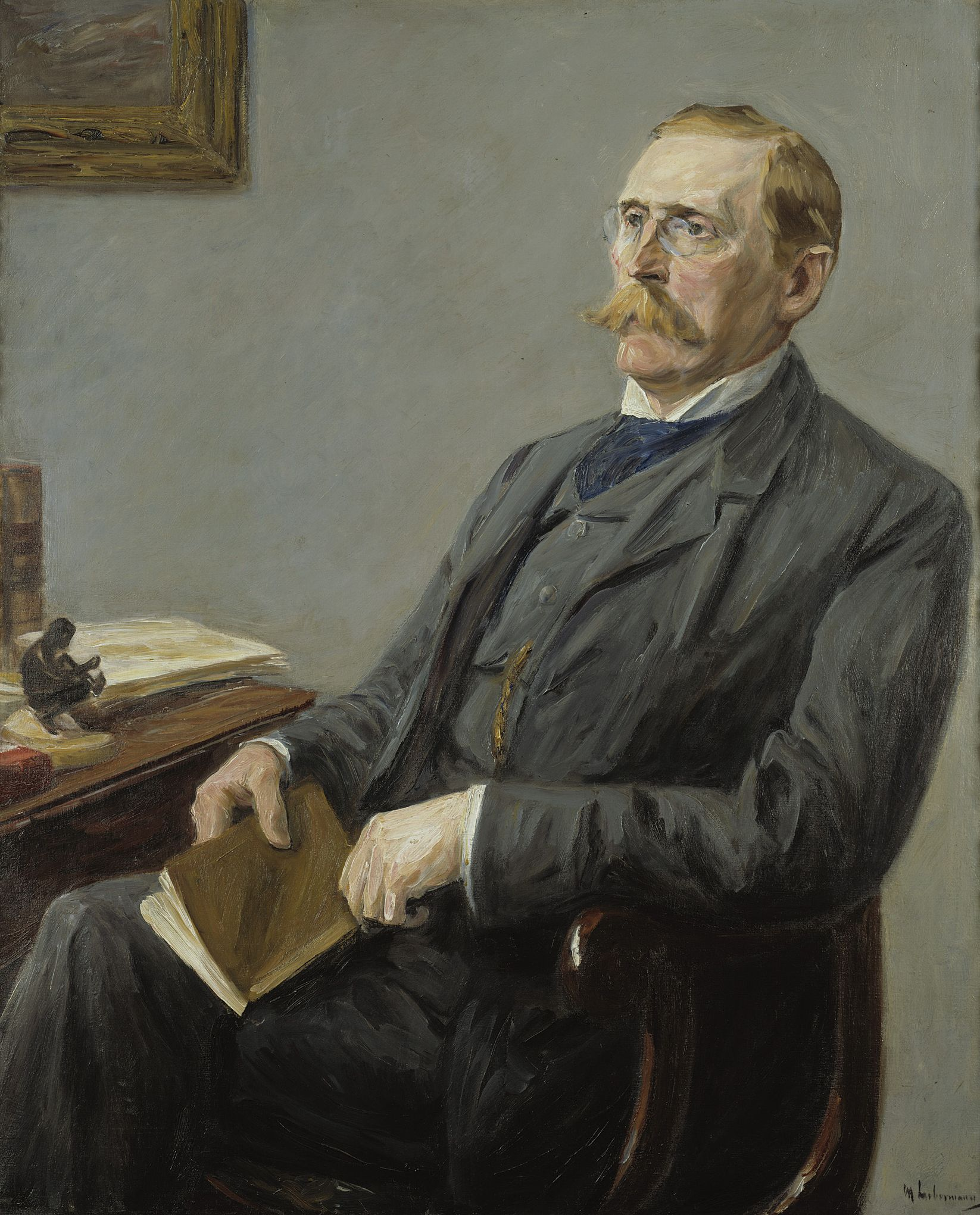
Wilhelm von Bode (1845–1929)

- Bode, Wolfgang (1887–1964), deutscher Politiker (DP), MdL
- Bode, Wolfram (1942–2025), deutscher Biochemiker und Kristallograf
- Böde-Bíró, Blanka (* 1994), ungarische Handballspielerin

#### Bodea
- Bodea, Cornel (1903–1985), rumänischer Chemiker (Organische Chemie, Biochemie)
- Bodea, Cosmin (* 1973), rumänischer Fußballspieler und -trainer
- Bodeant Fernández, Heriberto Andrés (* 1955), uruguayischer Geistlicher, römisch-katholischer Bischof von Canelones

#### Bodec
- Bodechtel, Armin (1897–1965), deutscher Architekt und Politiker (SPD)
- Bodechtel, Bernd (1939–2021), deutscher Bildhauer
- Bodechtel, Gustav (1899–1983), deutscher Internist und Neurologe
- Bodeck, Bonaventura II. von (1556–1629), niederländisch-deutscher Bankier
- Bodeck, Hans von (1582–1658), deutscher Diplomat und Geheimer Rat in Brandenburg
- Bodeck, Johann von (1555–1631), niederländisch-deutscher Bankier
- Bodecker, Albrecht von (* 1932), deutscher Graphiker und Buchgestalter
- Bödecker, August (1838–1919), deutscher Lehrer, Landwirt, Banken- und Unternehmensgründer sowie Manager
- Bödecker, August (1910–1953), deutscher Segelflieger
- Bödecker, Ehrhardt (1925–2016), deutscher Jurist, Bankier, Museumsgründer und Buchautor
- Bödecker, Friedrich (1896–1954), deutscher Pädagoge
- Bodecker, Georg (1550–1618), kurfürstlich-sächsischer Beamter und Dresdner Ratsherr und Bürgermeister
- Bödecker, Hans (1928–2012), deutscher Förderschullehrer und Schuldirektor
- Bodecker, Karl von (1875–1957), deutscher Konteradmiral
- Bodecker, Philipp Christian Friedrich (1756–1845), deutscher Forstmann, Leiter der oldenburgischen Forstverwaltung
- Bodecker, Rudolph Albrecht (1759–1831), königlich hannoverischer Generalmajor und Chef des 10. Infanterie-Regiments
- Bodecker, Stephan (1384–1459), deutscher römisch-katholischer Geistlicher, Reformbischof am Dom St. Peter und Paul zu Brandenburg an der Havel

#### Bodee
- Bodeen, DeWitt (1908–1988), US-amerikanischer Schriftsteller, Bühnen- und Drehbuchautor

#### Bodef
- Bödefeld, Lasse (* 1999), deutscher Eishockeyspieler
- Bödefeld, Theodor (1898–1959), deutscher Elektrotechniker

#### Bodeg
- Bodega y Quadra, Juan Francisco de la († 1794), spanischer Marine-Offizier, Entdecker und Seefahrer
- Bodegraven, Johan (1914–1993), niederländischer Reporter und Radiosprecher

#### Bodei
- Bodei, Remo (1938–2019), italienischer Philosoph
- Bodeit, Hartmut (* 1966), deutscher Politiker (CDU), MdBB
- Bodeit, Wolfgang (1938–2018), deutscher Politiker (FDP), MdHB

#### Bodek
- Bodek, Arie (* 1947), US-amerikanischer Physiker
- Bodek, Karl Robert (1905–1942), österreichischer Maler
- Bodeker, Bernhard, Dekan der Artistenfakultät und Rektor in Rostock
- Bödeker, Erich (1904–1971), deutscher naiver Bildhauer
- Bödeker, Ernst Friedrich Wilhelm (1779–1826), deutscher Gymnasialdirektor, Dichter und Schriftsteller
- Bödeker, Franz Heinrich (1836–1917), deutscher Lithograf, Steindrucker und Fotograf in Hildesheim
- Bödeker, Friedrich (1867–1937), deutscher Botaniker
- Bödeker, Hans Erich (* 1944), deutscher Historiker
- Bödeker, Heinrich (1853–1907), Lübecker Pädagoge und PolitikerHeinrich Bödeker (1853–1907)

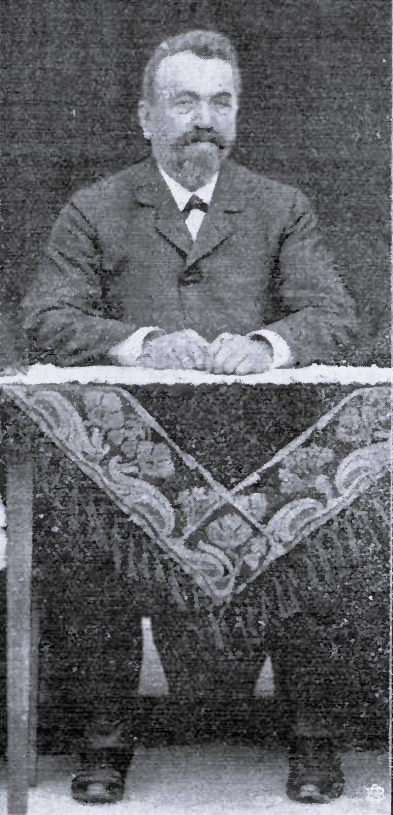
Heinrich Bödeker (1853–1907)

- Bödeker, Hermann Wilhelm (1799–1875), deutscher evangelischer Pastor
- Bödeker, Paul (* 1952), deutscher Politiker (CDU), MdBB
- Bödeker, Ralf (* 1958), deutscher Fußballspieler
- Bödeker-Schoemann, Petra (* 1956), deutsche Politikerin (Bündnis 90/Die Grünen/GAL-Hamburg), MdHB

#### Bodel
- Bodel, Carmel (1912–2013), US-amerikanische Eiskunstläuferin
- Bodel, Edward (1920–2008), US-amerikanischer Eiskunstläufer
- Bodel, Eleanor (* 1948), schwedische Sängerin
- Bodel, Jean, altfranzösischer Spielmann und mittelalterlicher Dichter
- Bodel, John P. (* 1957), US-amerikanischer Althistoriker
- Bodelid, Meeri (* 1943), schwedische Sportlerin
- Bodelle, Jürgen (* 1950), deutscher Schriftsteller, Journalist und Verleger
- Bodelschwingh, Adolf von († 1541), Domherr in Münster
- Bodelschwingh, Carl von (1800–1873), preußischer Politiker, MdR
- Bodelschwingh, Ernst von (1830–1881), deutscher Landrat des damaligen Kreises Hamm
- Bodelschwingh, Ernst von (1906–1993), deutscher Politiker (CDU), MdB
- Bodelschwingh, Ernst von der Ältere (1794–1854), preußischer Staatsminister
- Bodelschwingh, Franz von (1827–1890), Landrat des Kreises Hamm (1865 bis 1866)
- Bodelschwingh, Frieda von (1874–1958), Tochter von Friedrich von Bodelschwingh dem Älteren
- Bodelschwingh, Friederike von (1768–1850), deutsche Gutsbesitzerin im Raum Unna-Hamm

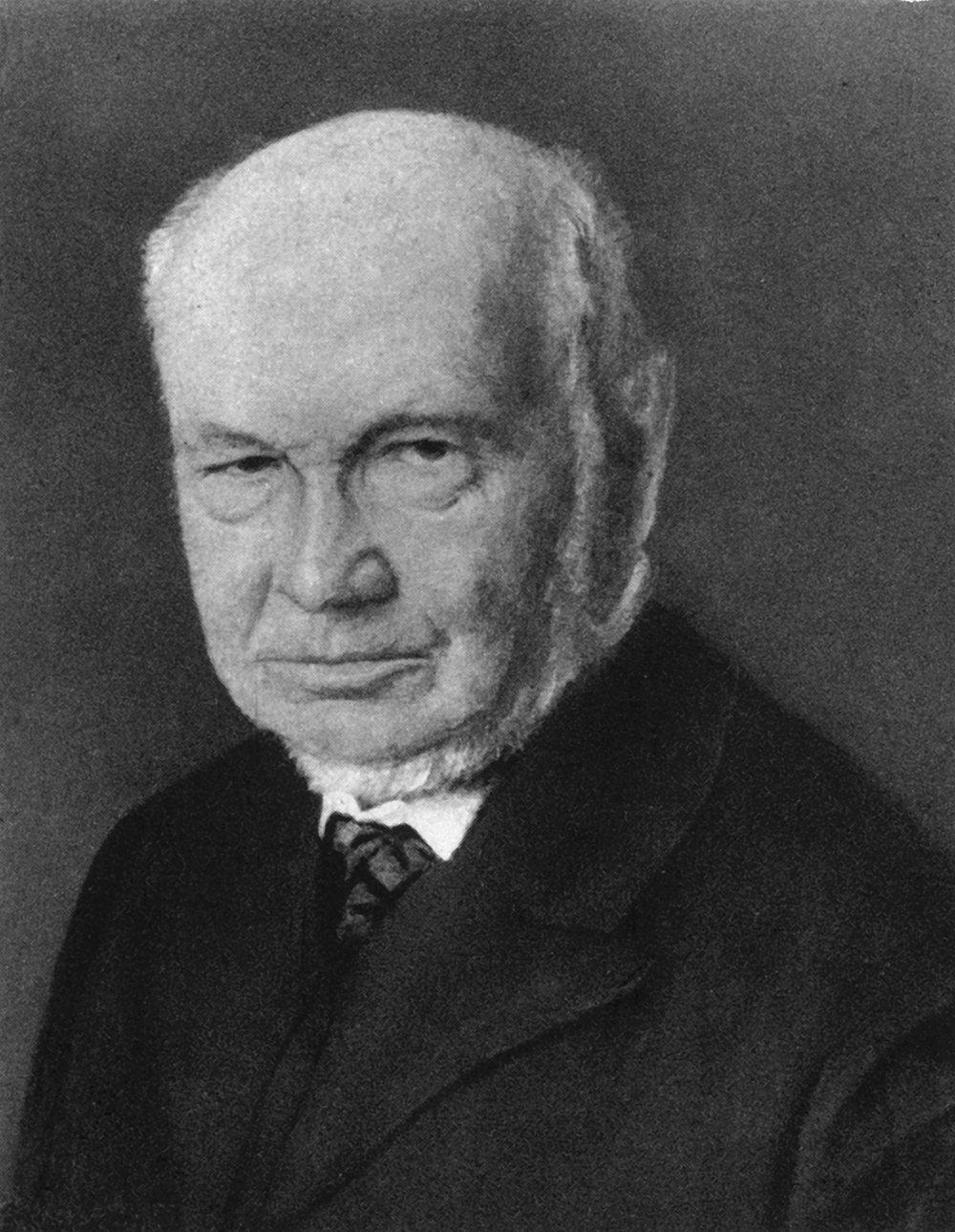
Friedrich von Bodelschwingh der Ältere (1831–1910)

- Bodelschwingh, Friedrich von (1902–1977), deutscher evangelischer Theologe, Pfarrer
- Bodelschwingh, Friedrich von der Ältere (1831–1910), deutscher Pastor und Theologe, PfarrerFriedrich von Bodelschwingh der Ältere (1831–1910)
- Bodelschwingh, Friedrich von der Jüngere (1877–1946), deutscher evangelischer Theologe
- Bodelschwingh, Gustav von (1872–1944), deutscher Missionar und Pfarrer
- Bodelschwingh, Hermann von († 1561), Domherr in Münster
- Bodelschwingh, Ida von (1835–1894), Cousine und Ehefrau von Friedrich von Bodelschwingh, beteiligt am Aufbau der Bodelschwinghschen Anstalten Bethel
- Bodelschwingh, Joachim von († 1566), Domherr in Münster
- Bodelschwingh, Jobst von (1570–1626), Domherr in Münster
- Bodelschwingh, Julia von (1874–1954), Frau von Friedrich von Bodelschwingh der Jüngere
- Bodelschwingh, Ludwig von (1811–1879), deutscher Politiker
- Bodelschwingh, Luise von (1868–1956), Frau von Wilhelm von Bodelschwingh
- Bodelschwingh, Udo von (1840–1921), preußischer Ceremonienmeister
- Bodelschwingh, Wilhelm von (1869–1921), deutscher evangelischer Pfarrer
- Bodelschwingh-Plettenberg, Carl Gisbert Wilhelm von (1821–1907), westfälischer Gutsbesitzer und Politiker
- Bodelschwingh-Plettenberg, Gisbert von (1790–1866), westfälischer Gutsbesitzer und Politiker
- Bodelsen, Anders (1937–2021), dänischer Schriftsteller und Drehbuchautor

#### Bodem
- Bodem, Anton (1925–2007), deutscher Ordensgeistlicher
- Bodem, Wolfgang (* 1947), österreichischer Orgelbauer
- Bodeman, Willem (1806–1880), niederländischer Landschaftsmaler
- Bodemann, André (* 1965), deutscher GeneralleutnantAndré Bodemann (* 1965)

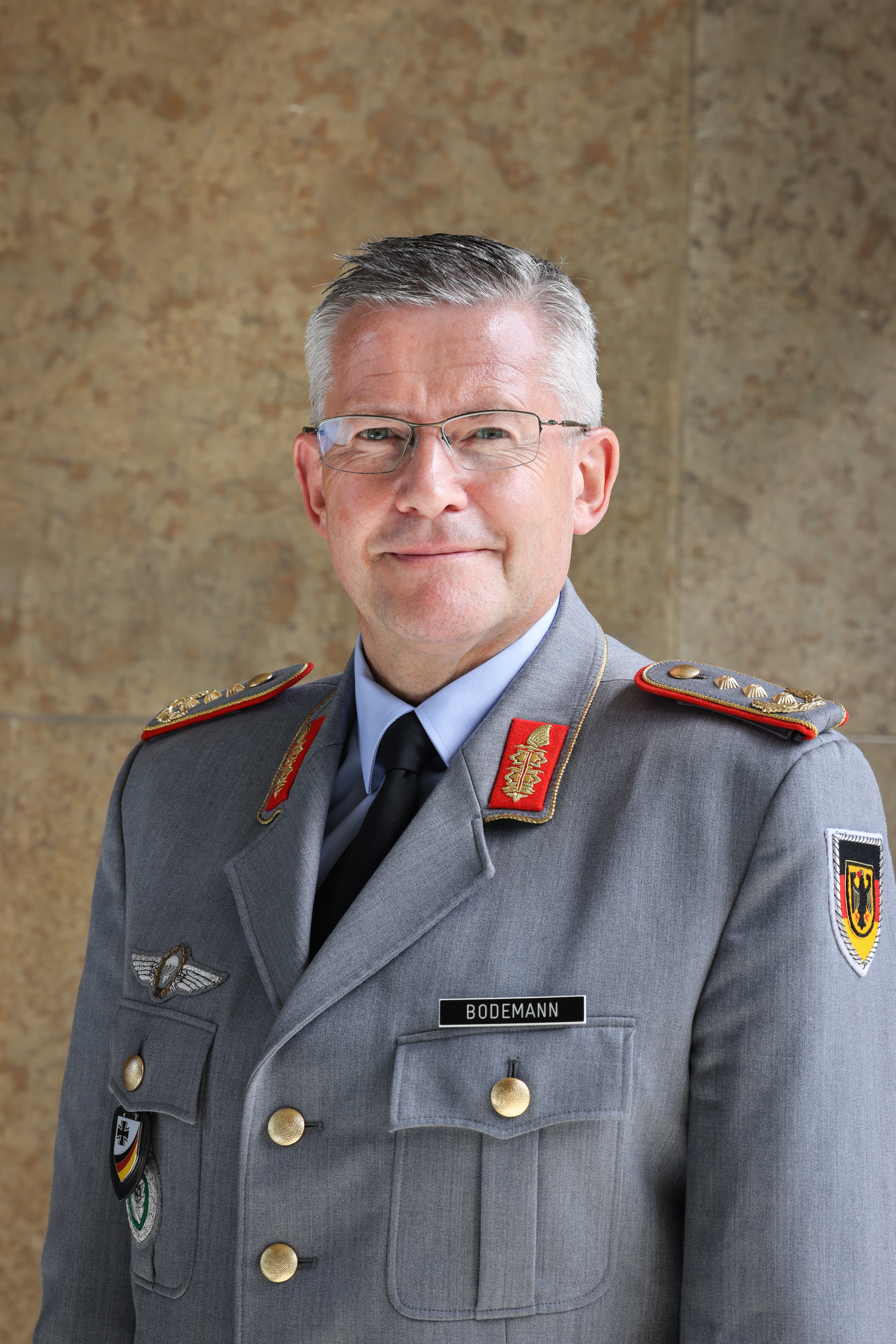
André Bodemann (* 1965)

- Bodemann, Bernd († 1624), deutscher Gießer in Lübeck
- Bodemann, Eduard (1827–1906), deutscher Bibliothekar und Vorläufer-Direktor der Gottfried-Wilhelm-Leibniz-Bibliothek
- Bodemann, Theodor († 1845), deutscher Bergprobierer (Chemiker im Bergwerk)
- Bodemann, Y. Michal (1944–2025), deutsch-kanadischer Soziologe und Professor
- Bodemer, Jacob Georg (1807–1888), deutscher Unternehmer und Philanthrop
- Bodemer, Jens (* 1989), deutscher Fußballspieler
- Bodemer, Johann Georg (1842–1916), deutscher Unternehmer und Philanthrop
- Bodemer, Johann Jacob (1762–1844), deutscher Unternehmer
- Bodemeyer, Bodo von (1883–1929), deutscher Entomologe
- Bodemeyer, Eduard von (1854–1918), preußischer Offizier und Entomologe

#### Boden
- Boden, Andrew († 1835), US-amerikanischer Politiker
- Boden, Anna (* 1976), US-amerikanische Regisseurin, Drehbuchautorin und Filmproduzentin
- Boden, August Friedrich von (1682–1762), preußischer Finanzminister
- Boden, Benjamin Gottlieb Lorenz (1737–1782), deutscher Historiker und Literaturwissenschaftler
- Boden, Carl Gottlob (1797–1877), deutscher Industrieller in Großröhrsdorf
- Boden, Claus (* 1951), deutscher FußballtorwartClaus Boden (* 1951)

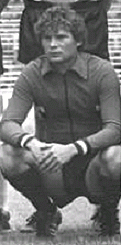
Claus Boden (* 1951)

- Boden, Constantin (1924–2006), deutscher Landrat
- Boden, Erich (1883–1956), deutscher Internist
- Boden, Falk (* 1960), deutscher Radrennfahrer
- Boden, Fernand (* 1943), luxemburgischer Politiker, Mitglied der Chamber
- Boden, Friedrich (1844–1920), deutscher Unternehmer und Brauereibesitzer
- Boden, Friedrich (1870–1947), deutscher Gesandter in Diensten des Herzogtums Braunschweig, des Freistaates Braunschweig und anderer Länder
- Boden, Fritz (* 1845), deutscher Wasserbauingenieur und preußischer Baubeamter
- Boden, Hans Constantin (1893–1970), deutscher Industriemanager
- Boden, Jakob, Maler der Spätgotik
- Boden, Jens (* 1978), deutscher Eisschnellläufer
- Boden, Johann Andreas (1703–1764), deutscher Historiker und lutherischer Theologe
- Boden, Karl (1882–1939), deutscher Geologe und Paläontologe
- Boden, Karl (1953–2019), österreichischer Politiker (SPÖ), Bundesrat
- Boden, Kristina, US-amerikanische Filmeditorin
- Boden, Lauren (* 1988), australische Hürdenläuferin und Sprinterin
- Boden, Leon (1958–2020), deutscher Schauspieler und SynchronsprecherLeon Boden (1958–2020)

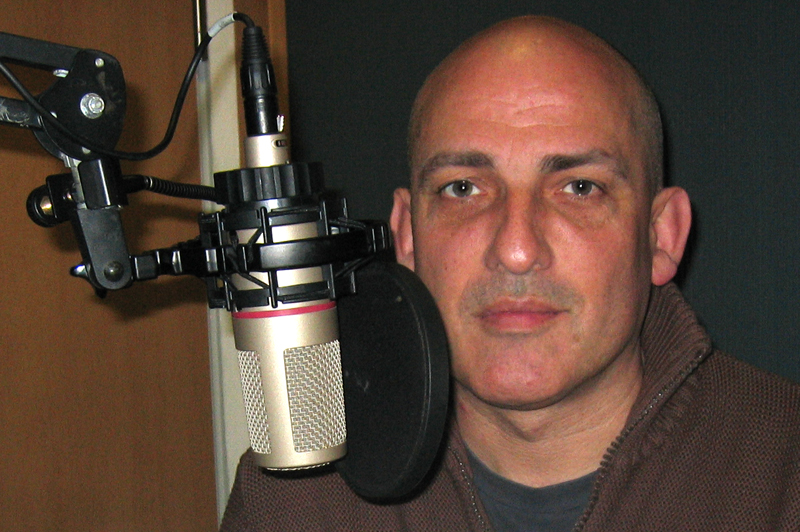
Leon Boden (1958–2020)

- Boden, Manfred (* 1938), deutscher Schriftsteller und Lehrer
- Boden, Margaret (1936–2025), britische KognitionswissenschaftlerinMargaret Boden (1936–2025)

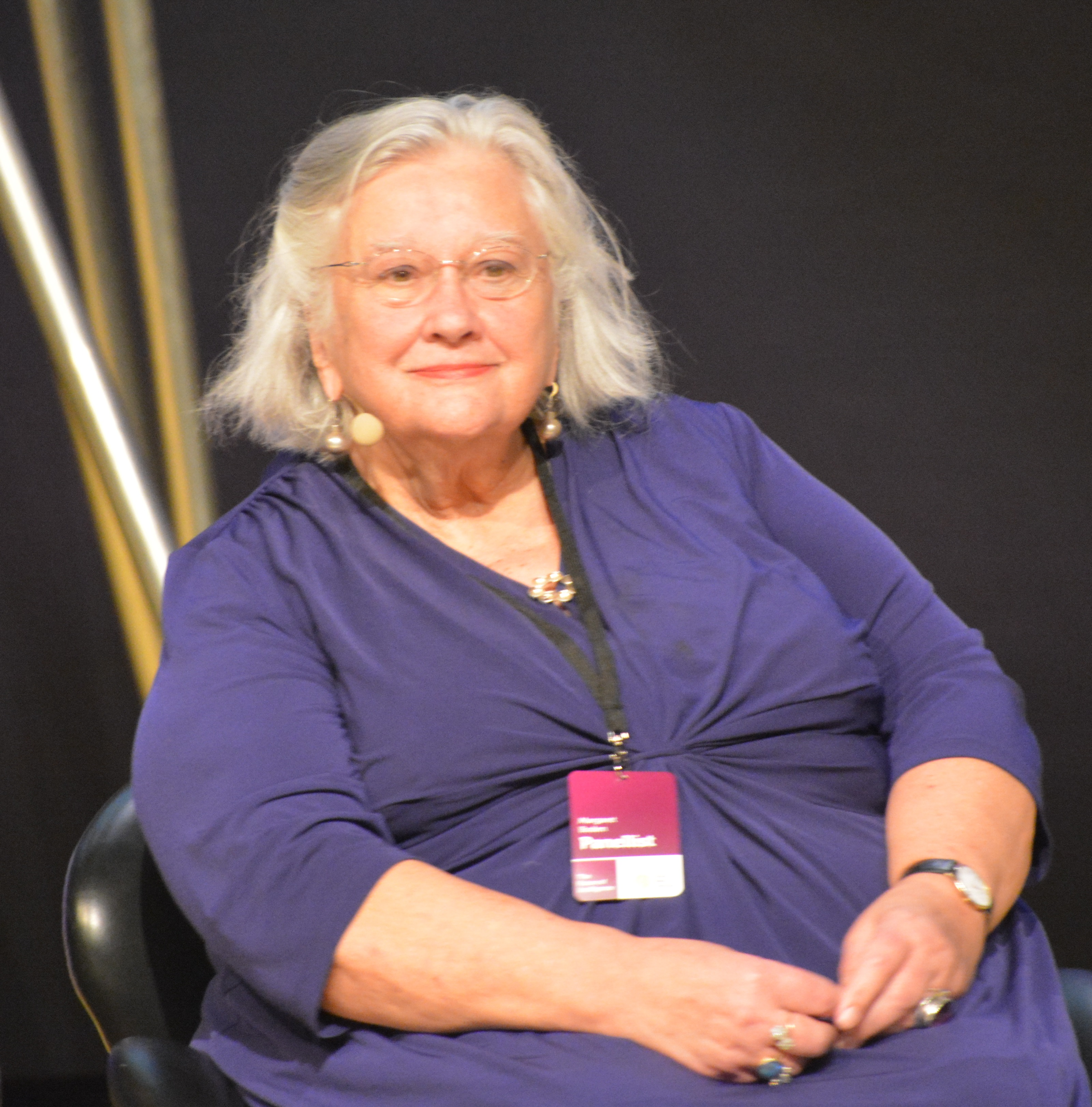
Margaret Boden (1936–2025)

- Bodén, Patrik (* 1967), schwedischer Leichtathlet
- Boden, Petra (* 1954), deutsche Germanistin
- Boden, Robert (1865–1943), deutscher Verwaltungsjurist und Politiker
- Boden, Rudolf (1917–1972), deutscher Fußballspieler
- Boden, Samuel (1826–1882), englischer Schachmeister
- Boden, Stef (* 1990), belgischer Cyclocrossfahrer
- Boden, Stephan (* 1966), deutscher Autor
- Boden, Stephan (* 1967), deutscher Film- und Theaterschauspieler
- Bodén, Ulrika (* 1974), schwedische Folkmusikerin und Sängerin
- Böden, Uwe (* 1959), deutscher Kampfsportler und Budolehrer
- Boden, Wilhelm, deutscher Orgelbaumeister
- Boden, Wilhelm (1890–1961), deutscher Verwaltungsjurist und Politiker (Zentrum, CDU), MdL, Ministerpräsident
- Boden-Gerstner, Sibylle (1920–2016), deutsche Kostümbildnerin, Malerin und Modejournalistin
- Bodena, Tolesa (* 2000), äthiopische Mittelstreckenläuferin
- Bodenbach, Petra (* 1964), deutsche Drehbuchautorin und Produzentin
- Bodenbender, Ludwig (1891–1962), deutscher Politiker (SPD), MdL, Hessischer Staatsminister
- Bodenbender, Silke (* 1974), deutsche SchauspielerinSilke Bodenbender (* 1974)

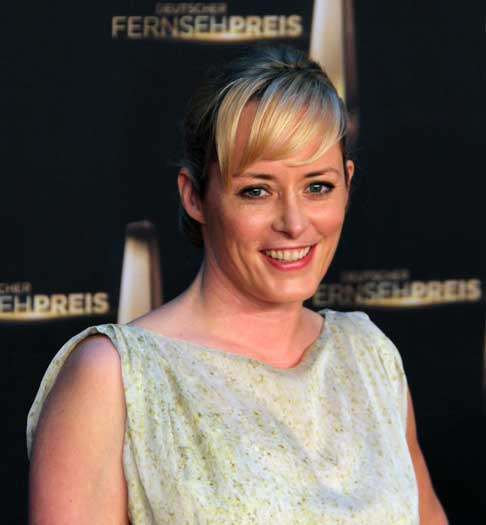
Silke Bodenbender (* 1974)

- Bodenbender, Werner Gerhard (* 1959), deutscher Jurist und Gerichtspräsident
- Bodenbender, Wilhelm (1857–1941), deutscher Mineraloge, Petrograph und Stratigraph in Argentinien
- Bodenbender, Wolfgang (1935–2025), deutscher Politiker (SPD)
- Bodenburg, Therese (1738–1793), österreichische Theaterschauspielerin
- Bodendieck, Hinnerk (* 1965), deutscher Maler und Illustrator
- Bodendorf, Carla (* 1953), deutsche Leichtathletin
- Bodendorf, Freimut (* 1953), deutscher Wirtschaftsinformatiker
- Bodendorf, Holger (* 1967), deutscher Koch
- Bodendorf, Kurt (1898–1976), deutscher Chemiker und Pharmazeut
- Bodendorff, Werner (* 1958), deutscher Oboist und Musikwissenschaftler
- Bodenehr, Gabriel der Ältere (1664–1758), deutscher Verleger, Kartograph und Kupferstecher
- Bodenehr, Moritz (1665–1749), deutscher Kupferstecher
- Bodenhausen, Arthur von (1859–1914), sächsischer Generalmajor
- Bodenhausen, Arthur von (1860–1936), Kammerherr, Rittmeister und Mitglied des Provinziallandtages der Provinz Hessen-Nassau
- Bodenhausen, Bodo Friedrich von (1705–1781), bremen-verdischer Minister
- Bodenhausen, Bodo von (1633–1700), kurmainzischer Oberlandgerichtsrat
- Bodenhausen, Bodo von (1860–1911), deutscher Verwaltungsbeamter und Rittergutsbesitzer
- Bodenhausen, Bodo-Wilke von (1894–1976), deutscher Kommunalpolitiker
- Bodenhausen, Conrad von (1848–1938), deutscher Vizeadmiral der Kaiserlichen Marine
- Bodenhausen, Cuno von (1852–1931), deutscher Maler
- Bodenhausen, Dora von (1877–1969), deutsche Autorin
- Bodenhausen, Eberhard von (1868–1918), deutscher Jurist, Kunsthistoriker, Unternehmer und Manager
- Bodenhausen, Ernst von (1785–1854), deutscher Diplomat im Dienste des Königreichs Hannover
- Bodenhausen, Erpo von (1897–1945), deutscher Generalleutnant im Zweiten Weltkrieg
- Bodenhausen, Geoffrey (* 1951), französischer Chemiker
- Bodenhausen, Gustav von (1865–1931), sächsischer Brigadekommandeur
- Bodenhausen, Hans von (1606–1684), dänischer Obristwachtmeister zu Pferde
- Bodenhausen, Hans von (1841–1921), deutscher Jurist, Landrat und Politiker, MdR
- Bodenhausen, Julius von (1840–1915), deutscher Politiker und Mitglied des Reichstages
- Bodenhausen, Kraft von (1871–1952), preußischer Landrat
- Bodenhausen, Luli von (1902–1951), deutschamerikanische Schauspielerin und Autorin
- Bodenhausen, Mathilde von (1870–1946), deutsche Malerin und Grafikerin
- Bodenhausen, Otto Wilhelm von (1680–1754), königlich-polnischer und kurfürstlich-sächsischer Kreishauptmann
- Bodenhausen, Rudolph Woldemar von (1826–1900), sächsischer Oberleutnant, Rittmeister, Rittergutsbesitzer und Politiker
- Bodenhausen-Degener, Hans von (1839–1912), deutscher Rittergutsbesitzer, MdHH
- Bodenheim, Maxwell (1892–1954), US-amerikanischer Autor
- Bodenheim, Nelly (1874–1951), niederländische Zeichnerin und Lithografin
- Bodenheim, Petrus († 1688), deutscher Pfarrer, Prior und Kanoniker
- Bodenheimer, Alfred (* 1965), Schweizer Literaturwissenschaftler und Autor
- Bodenheimer, Aron Ronald (1923–2011), Schweizer Psychiater
- Bodenheimer, Brigitte (1912–1981), US-amerikanische Familienrechtlerin
- Bodenheimer, Edgar (1908–1991), US-amerikanischer Rechtswissenschaftler und Hochschullehrer
- Bodenheimer, Friedrich Simon (1897–1959), israelischer Entomologe deutscher Herkunft
- Bodenheimer, Henriette Hannah (1898–1992), deutsch-israelische Berufsschullehrerin und Historikerin
- Bodenheimer, Löb (1807–1868), deutscher Großrabbiner
- Bodenheimer, Max I. (1865–1940), deutscher Jurist, Zionist und Funktionär
- Bodenheimer, Rosa (1876–1938), deutsche Frauenrechtlerin
- Bodenheimer, Rosemarie (* 1946), US-amerikanische Literaturwissenschaftlerin
- Bodenheimer, Siegmund (1874–1966), deutscher Bankier
- Bodenheimer, Wolf (1905–1975), deutsch-israelischer Chemiker
- Bodenhöfer, Hans-Joachim (* 1941), deutscher Volkswirt
- Bodenmann, Guy (* 1962), Schweizer Heilpädagoge, Psychologe und PsychotherapeutGuy Bodenmann (* 1962)

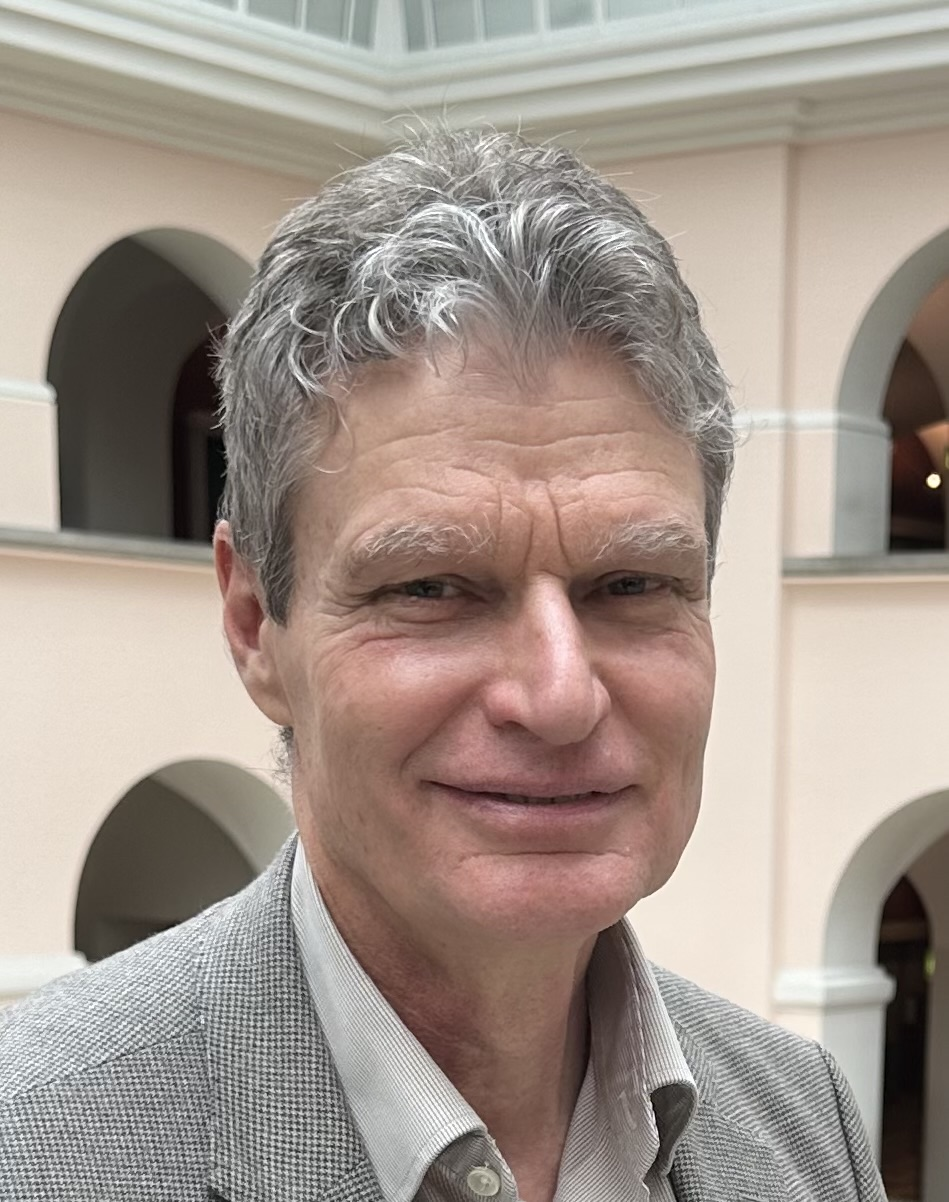
Guy Bodenmann (* 1962)

- Bodenmann, Johannes (1858–1939), Schweizer Unternehmer
- Bodenmann, Marino (1893–1964), Schweizer Politiker (KPS/PdA)
- Bodenmann, Peter (* 1952), Schweizer Politiker (SP)
- Bodenmann, Simon (* 1988), Schweizer Eishockeyspieler
- Bodenmann, Ueli (* 1965), Schweizer Ruderer
- Bodenmann, Ulrich (1696–1774), Schweizer Kommunalpolitiker und Kantonspolitiker von Appenzell Ausserrhoden
- Bodenmüller, Alphons (1847–1886), deutscher Genre- und Historienmaler
- Bodenmüller, Arthur, deutscher Skisportler
- Bodenmüller, Friedrich (1845–1913), deutscher Maler
- Bodenmüller, Klaus (* 1962), österreichischer Leichtathlet
- Bodens, Wilhelm (1910–2005), deutscher Beamter und Sagensammler
- Bodenschatz, Eberhard (* 1959), deutscher Physiker
- Bodenschatz, Erhard († 1636), deutscher Pastor, Kantor und Komponist
- Bodenschatz, Florian (* 1989), deutscher Straßenradrennfahrer
- Bodenschatz, Georg (1717–1797), deutscher evangelischer Theologe
- Bodenschatz, Harald (* 1946), deutscher Stadtplaner und Sozialwissenschaftler
- Bodenschatz, Herbert (1903–1972), deutscher Autor und Fachmann für Notgeld und Lagergeld
- Bodenschatz, Karl (1890–1979), deutscher General der Flieger und Adjutant von Hermann GöringKarl Bodenschatz (1890–1979)

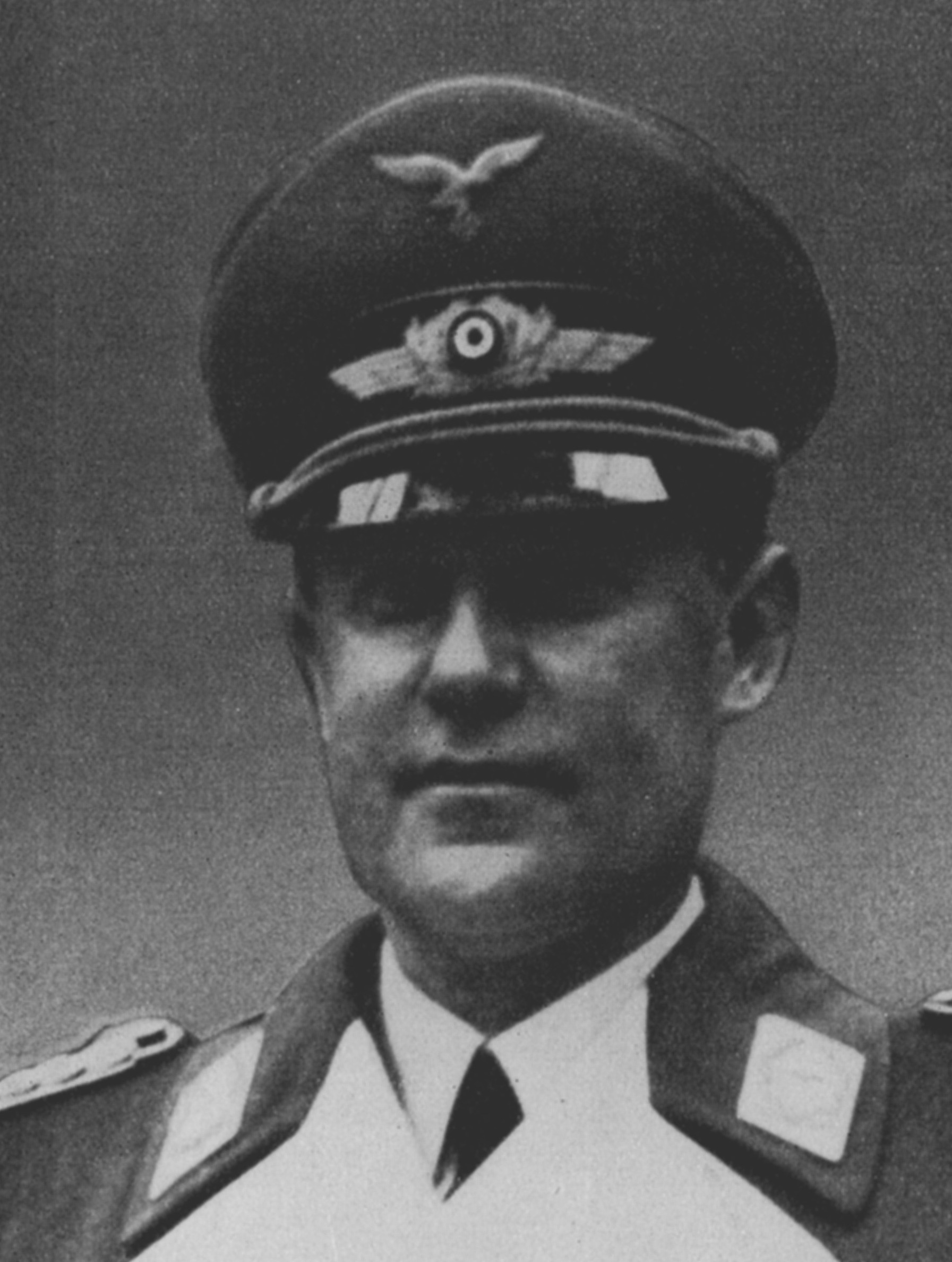
Karl Bodenschatz (1890–1979)

- Bodenseer, Jürgen (* 1947), österreichischer Politiker (ÖVP), Landtagsabgeordneter
- Bodenseh, Isabelle (* 1969), deutsch-französische Flötistin (Jazz, Weltmusik)
- Bodenseh, Markus (* 1972), deutscher Jazzmusiker (Bass, Komposition)
- Bodenseh, Rolf (* 1941), deutscher Bildhauer
- Bodensen, Arnold, deutscher Philosoph, Theologe und Hochschullehrer
- Bodensieck, Heinrich (1930–2019), deutscher Historiker
- Bodenski (* 1965), deutscher MusikerBodenski (* 1965)

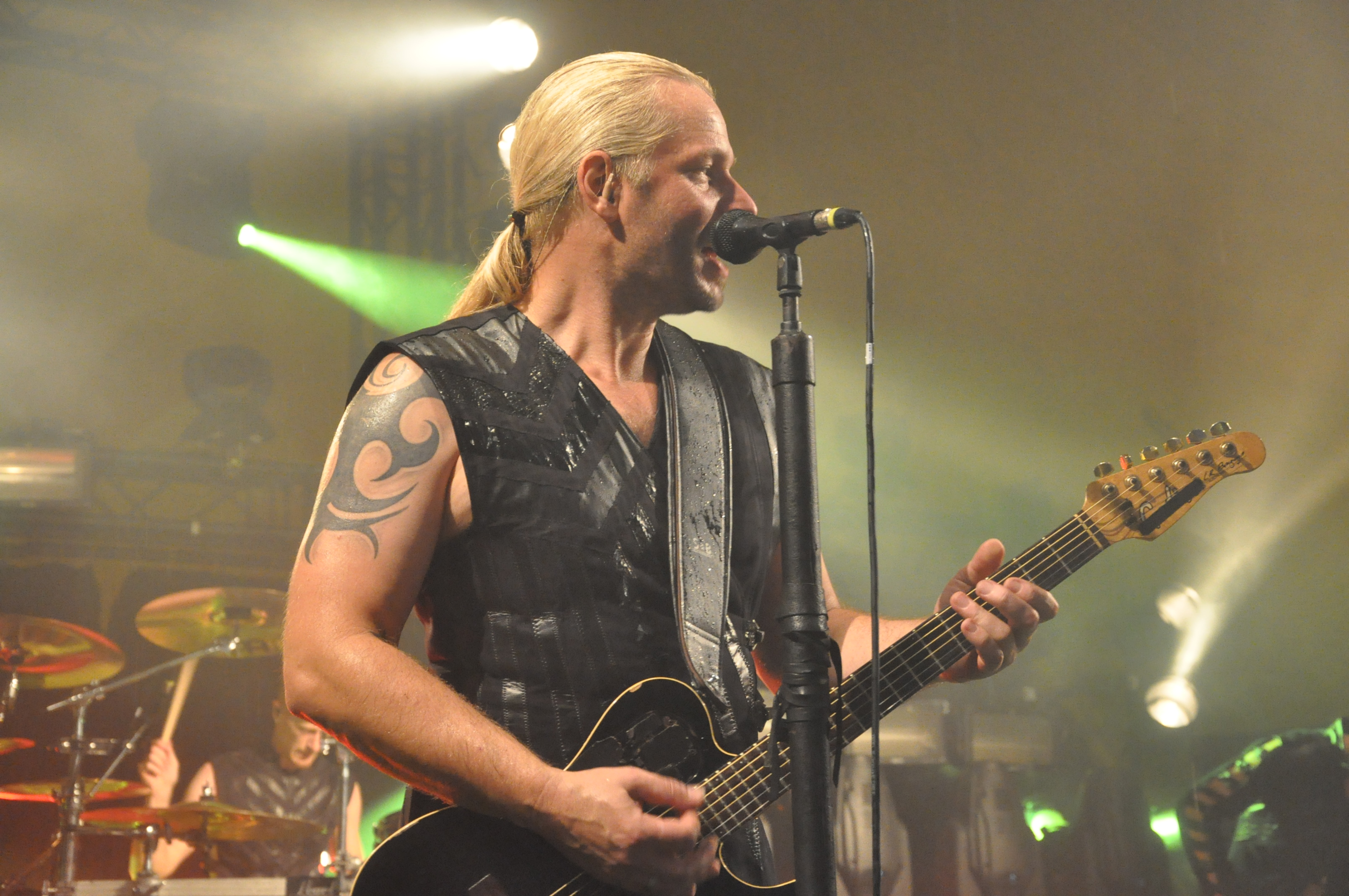
Bodenski (* 1965)

- Bodenstab, Conrad (1588–1657), braunschweig-lüneburgischer Amtsschreiber, Brauer, Diakon und Provisor
- Bodenstab, Emil (1856–1924), deutscher Apotheker und Heimatforscher
- Bodenstab, Karl (1866–1935), deutscher Generaldirektor im Bereich Asphalt, Ingenieur und Ehrendoktor
- Bodenstädt, Johann Dietrich, deutscher, in Lettland tätiger Porträtmaler
- Bodenstedt, Erwin (1926–2002), deutscher Kernphysiker
- Bodenstedt, Friedrich von (1819–1892), deutscher Schriftsteller
- Bodenstedt, Hans (1887–1958), deutscher Rundfunkpionier
- Bodenstein, Adam von (1528–1577), deutscher Arzt und Alchemist
- Bodenstein, Andreas († 1541), deutscher Reformator
- Bodenstein, Anton († 1572), deutscher evangelischer Prediger in Preußen und dem Herzogtum Braunschweig
- Bodenstein, August (1897–1976), österreichischer Bildhauer
- Bodenstein, August (1900–1973), deutscher Chemiker, Fabrikdirektor und Kommunalpolitiker
- Bodenstein, Bernhard (1876–1940), deutscher Verwaltungsjurist und Offizier
- Bodenstein, Christel (1938–2024), deutsche Schauspielerin, Chansonsängerin, Theaterregisseurin, Regieassistentin und BalletttänzerinChristel Bodenstein (1938–2024)

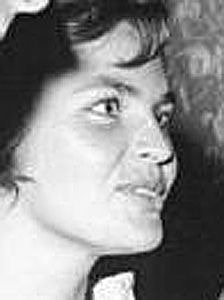
Christel Bodenstein (1938–2024)

- Bodenstein, Dietrich H. (1908–1984), deutsch-amerikanischer Biologe
- Bodenstein, Georg (1860–1941), deutscher Ministerialbeamter und Staatssekretär
- Bodenstein, Gerhard (* 1935), deutscher Hochschullehrer
- Bodenstein, Horst (1927–2000), deutscher Leichtathlet
- Bodenstein, Julius (1847–1932), deutscher Maler
- Bodenstein, Max (1871–1942), deutscher Physikochemiker und Hochschullehrer, Entdecker des Bodenstein’schen Quasistationaritätsprinzips
- Bodenstein, Mike (* 1978), deutscher Fußballspieler
- Bodenstein-Hoyme, Ruth (1924–2006), deutsche Komponistin und Klavierpädagogin
- Bodensteiner, Ernst (1869–1936), deutscher Altphilologe und Gymnasiallehrer
- Bodensteiner, Hans (1912–1995), deutscher Politiker (CSU, GVP), MdB
- Bodensteiner, Luke (* 1970), US-amerikanischer Skilangläufer
- Bodenteich, Hellmuth (1921–2014), österreichischer Maler und Grafiker
- Bodenthal, Walter (1892–1988), deutscher Maler und Grafiker
- Bodenweber, Hermann (1883–1953), deutscher Fußballspieler
- Bodenwieser, Gertrud (1890–1959), Tänzerin, Choreografin, Tanzlehrerin und Pionierin des Ausdruckstanzes
- Bodenyuk, Eitan (* 1958), israelischer Fußballspieler

#### Boder
- Boder, David (1886–1961), lettisch-amerikanischer Psychologe
- Böder, Florian Mischa (* 1974), deutscher Regisseur
- Boder, Gerd (1933–1992), deutscher Komponist
- Boder, Michael (1958–2024), deutscher Konzert- und Operndirigent
- Böder, Volker (1965–2012), deutscher Geodät, Hydrograph und Hochschullehrer

#### Bodes
- Bodesheim, Ernst (1890–1966), deutscher Politiker (FDP), MdL
- Bodesheim, Ferdinand (1900–1970), deutscher Politiker (CDU), MdL

#### Bodeu
- Bodéüs, Richard (* 1948), belgisch-kanadischer Philosophiehistoriker
- Bodeux, Jürgen (* 1953), deutscher Linksextremist
- Bodeux, Nicholas (* 1967), deutscher Schauspieler

#### Bodew
- Bodewein, Lena (* 1974), deutsche Journalistin
- Bodewig, Antonius Maria (1839–1915), deutscher Jesuit, Missionar, Ordensgründer
- Bodewig, Kurt (* 1955), deutscher Politiker (SPD), MdB
- Bodewig, Robert (1857–1923), deutscher Lehrer, Heimatforscher und Archäologe
- Bodewig, Theo (* 1946), deutscher Rechtswissenschaftler

#### Bodez
- Bodez, Louis (1938–1995), französischer Fußballspieler

### Bodg
- Bodger, Doug (* 1966), kanadischer Eishockeyspieler und -trainer

### Bodh
- Bodha, Nando (* 1954), mauritischer Politiker
- Bodhe (985–1058), schottischer Prinz
- Bodhi, Bhikkhu (* 1944), US-amerikanischer theravada-buddhistischer Mönch
- Bodhidharma, indischer Mönch und erster Patriarch der Chan- und Zen-LinienBodhidharma

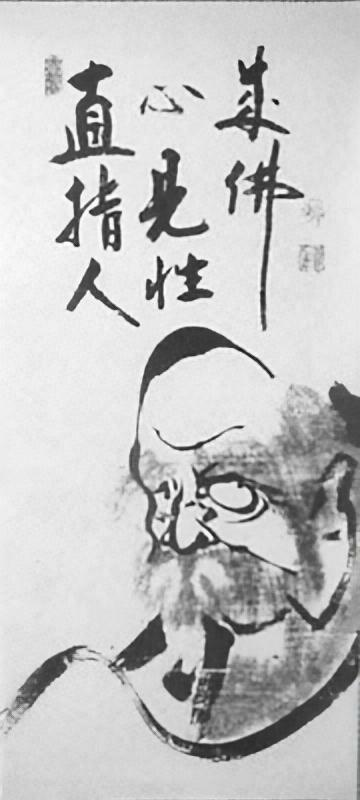
Bodhidharma

- Bodholt Nielsen, Stine (* 1989), dänische Handballspielerin

### Bodi
- Bódi, Jenő (* 1963), ungarischer Ringer
- Bódi, László (1965–2013), ungarischer Rocksänger und Komponist
- Bodian, David (1910–1992), US-amerikanischer Mediziner
- Bodichon, Barbara Leigh Smith (1827–1891), englische Pädagogin und Künstlerin
- Bodie, Troy (* 1985), kanadischer Eishockeyspieler und -funktionär
- Bodie, Zvi (* 1943), US-amerikanischer Ökonom und Hochschullehrer
- Bodier, Philippe (* 1949), französischer Radrennfahrer
- Bodifée, Paul (1866–1938), niederländischer Maler und Grafiker sowie Kunstpädagoge
- Bödige, Nikolaus (1859–1926), deutscher Lehrer, Heimat- und Naturforscher
- Bodika Mansiyai, Timothée (* 1962), kongolesischer Ordensgeistlicher, römisch-katholischer Bischof von Kikwit
- Bödiker, Adolf (1835–1893), deutscher Jurist und Politiker, MdR
- Bödiker, Johann (1641–1695), deutscher Pädagoge und Autor
- Bödiker, Otto (1881–1920), preußischer Landrat
- Bödiker, Rudolf (1887–1945), preußischer Landrat und Regierungsdirektor
- Bödiker, Tonio (1843–1907), preußischer Spitzenbeamter (Geheimer Oberregierungsrat) und erster Präsident des Reichsversicherungsamtes
- Bodilsen, Jesper (* 1970), dänischer Jazzmusiker
- Bodimeade, Martin (* 1963), englischer Squashspieler
- Bodin, Ivan (1923–1991), schwedischer Fußballspieler
- Bodin, Jean († 1596), französischer Staatsphilosoph und HexentheoretikerJean Bodin († 1596)

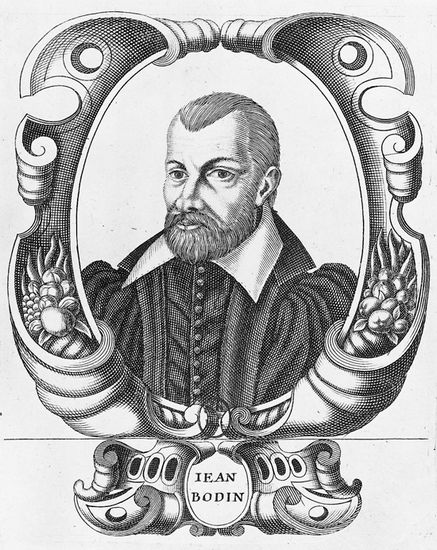
Jean Bodin († 1596)

- Bodin, Jean-Louis (1943–2019), französischer Radrennfahrer
- Bodin, Klaus (1919–2012), deutscher Politiker (SPD), MdA und Senator in Berlin
- Bodin, Konstantin, serbischer KönigKonstantin Bodin

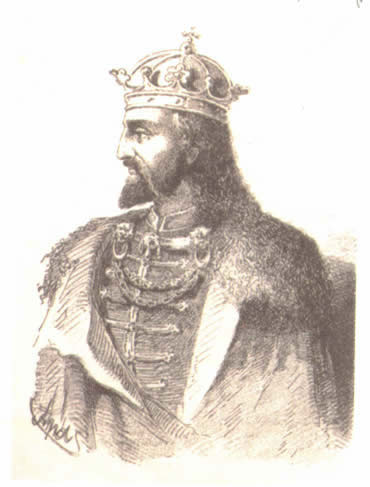
Konstantin Bodin

- Bodin, Leif (* 1996), deutscher Politiker (CDU) und Jurist
- Bodin, Louise (1877–1929), französische Feministin und Pazifistin
- Bodin, Manfred (* 1939), deutscher Bankmanager
- Bodin, Marguerite (1869–1940), französische Lehrerin und Feministin
- Bodin, Martin (1903–1976), schwedischer Kameramann
- Bodin, Paul-Joseph (1847–1926), französischer Bauingenieur
- Bodin, Pawel Iwanowitsch (1900–1942), sowjetischer General
- Bodin, Raymond-Pierre (1948–2003), französischer Psychologe und Soziologe
- Bodin, Serge (* 1962), französischer Radrennfahrer
- Bodindecha (1777–1849), thailändischer Politiker und General der frühen Rattanakosin-Ära
- Bodine, Joseph Lamb (1883–1950), US-amerikanischer Jurist
- Bodine, Robert N. (1837–1914), US-amerikanischer Politiker
- Bodine, Todd (* 1964), US-amerikanischer NASCAR-Fahrer
- Bodingbauer, Karl (1903–1946), österreichischer Bildhauer und Graveur
- Bodingbauer, Lothar (* 1971), österreichischer Abendschullehrer, freier Podcaster und Wiener Stadtimker
- Bodinger, Herzl (* 1943), israelischer General (Aluf), Oberbefehlshaber der israelischen Luftstreitkräfte
- Bodinger, Klaus (1932–1994), deutscher Schwimmer
- Bodini, Floriano (1933–2005), italienischer Bildhauer, Hochschullehrer an der Technischen Universität Darmstadt
- Bodinus, Heinrich (1814–1884), deutscher Arzt und Zoologe
- Bodinus, Johann Christoph, deutscher Komponist und evangelischer Kirchenmusiker
- Bodinus, Sebastian (1700–1759), deutscher Komponist und Kapellmeister
- Bodio, Bartłomiej (* 1972), polnischer Politiker, Mitglied des Sejm
- Bodio, Luigi (1840–1920), italienischer Statistiker
- Bodipo, Rodolfo (* 1977), äquatorialguineischer Fußballspieler
- Bodiroga, Dejan (* 1973), serbischer BasketballspielerDejan Bodiroga (* 1973)

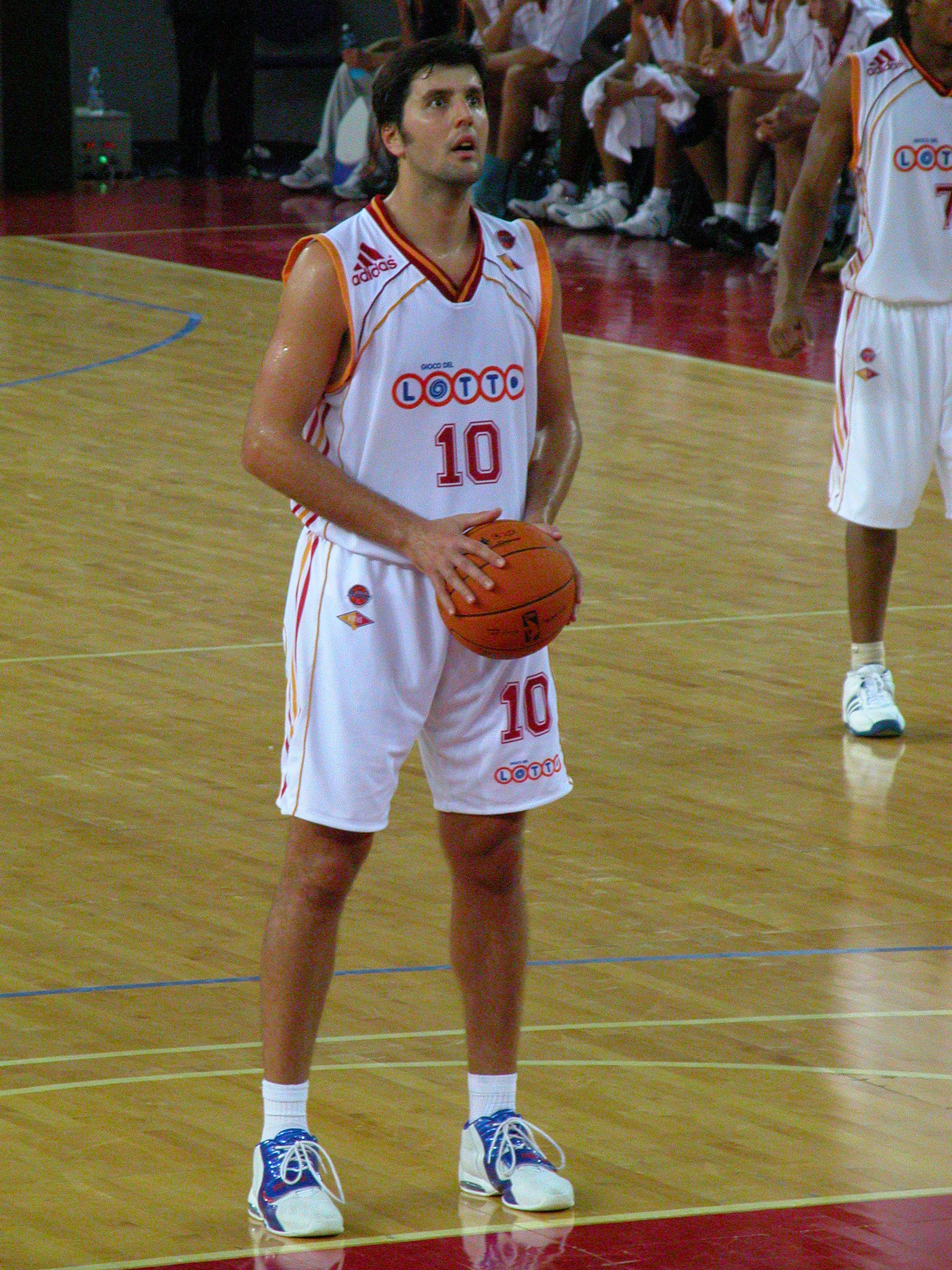
Dejan Bodiroga (* 1973)

- Bodirsky, Benjamin, deutscher Volkswirt
- Bodirsky, Gustav (1864–1934), österreichischer Politiker (Deutschradikale Partei), Rechtsanwalt und Herausgeber
- Bodis, Amadeus (* 1958), deutscher Schauspieler, Geräuschemacher und Tonmeister
- Bodis, Stephan (* 1958), Schweizer Radioonkologe
- Bodisco, Boris von (1897–1973), deutscher Architekt und Maler
- Bodisco, Dirk von (1940–2008), deutscher Bühnen- und Kostümbildner
- Bodisco, Theophile von (1873–1944), deutschbaltische Schriftstellerin und Journalistin
- Bodisko, Alexander Andrejewitsch (1786–1854), russischer Botschafter
- Bodison, Wolfgang (* 1966), US-amerikanischer Schauspieler
- Bodiwala, Janki (* 1995), indische Schauspielerin

### Bodj
- Bodjanski, Ossip Maximowitsch (1808–1877), russisch-ukrainischer Slawist, Schriftsteller und Historiker
- Bodjollé, Emmanuel (* 1928), togoischer Militär
- Bodjona, Pascal (* 1966), togoischer Politiker und Diplomat

### Bodk
- Bødker, Cecil (1927–2020), dänische Dichterin und Schriftstellerin
- Bødker, Mads (* 1987), dänischer Eishockeyspieler
- Bødker, Mikkel (* 1989), dänischer Eishockeyspieler
- Bodky, Erwin (1896–1958), deutsch-amerikanischer Musikwissenschaftler, Pianist, Cembalist und Komponist

### Bodl
- Bodlaj, Taja (* 2006), slowenische Skispringerin
- Bodlák, Karel (1903–1989), tschechischer Literaturkritiker, Dichter und Lehrer
- Bodlak, Kurt (1924–2017), österreichischer Graveur und Medailleur
- Bodländer, Guido (1855–1904), deutscher Chemiker
- Bodle, Charles (1787–1835), US-amerikanischer Jurist und Politiker
- Bodle, Douglas (1923–2022), kanadischer Organist, Pianist, Cembalist und Musikpädagoge
- Bodle, Jamie (* 1972), englischer Snookerspieler
- Bodley, Robert (1878–1956), südafrikanischer Sportschütze
- Bodley, Ronald Victor Courtenay (1892–1970), britischer Militär und Schriftsteller
- Bodley, Thomas (1544–1612), englischer Diplomat und Bibliothekar
- Bodlović, Ksenija (* 1981), serbische Biathletin und Triathletin

### Bodm
- Bodman, Emanuel von (1874–1946), deutscher SchriftstellerEmanuel von Bodman (1874–1946)

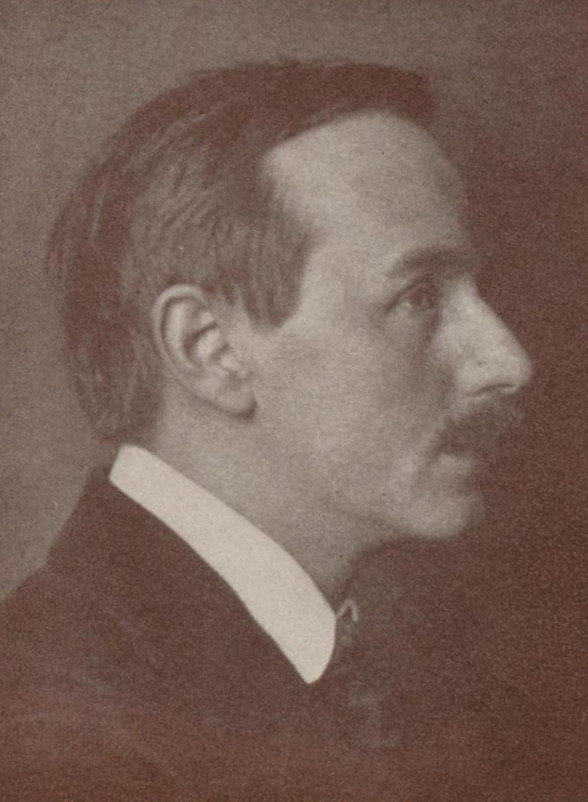
Emanuel von Bodman (1874–1946)

- Bodman, Franz von und zu (1835–1906), deutscher Gutsherr und Politiker, MdR
- Bodman, Gösta (1875–1960), schwedischer Chemiker, Polarforscher und Hochschullehrer
- Bodman, Heinrich von und zu (1851–1929), Jurist und Politiker in Baden
- Bodman, Johannes Wolfgang von (1651–1691), Weihbischof von Konstanz
- Bodman, Maximilian von (1873–1953), bayerischer Kammerjunker und Offizier
- Bodman, Nikolaus von (1903–1988), deutscher Naturschützer
- Bodman, Rupert von (1646–1728), deutscher Abt, Fürstabt im Fürststift Kempten (1678–1728)
- Bodman, Samuel (1938–2018), US-amerikanischer Politiker
- Bodman, Wilderich Graf von und zu (* 1936), deutscher Unternehmer und Kommunalpolitiker (CDU)
- Bodmann, Ferdinand von (1839–1920), preußischer Major und Mitglied der Badischen Ständeversammlung
- Bodmann, Franz Joseph (1754–1820), deutscher Jurist, Historiker, Bibliothekar und Geschichtsfälscher
- Bodmann, Franz von (1908–1945), deutscher Mediziner, Standortarzt im KZ Auschwitz und dem KZ Majdanek
- Bodmann, Helene (1911–1948), österreichische Botanikerin
- Bodmer, Adolf (1903–1980), Schweizer Lehrer, Gemeindepräsident und Regierungsrat aus dem Kanton Appenzell Ausserrhoden
- Bodmer, Adrian (* 1995), Schweizer Tennisspieler
- Bodmer, Albert (1893–1990), Schweizer Stadtplaner
- Bodmer, Albert, Schweizer Badmintonspieler
- Bodmer, Arnold Rudolph (1929–2020), deutsch-US-amerikanischer Physiker
- Bodmer, Corinne (* 1970), Schweizer Freestyle-Skisportlerin
- Bodmer, Frederick (1894–1960), Schweizer Sprachwissenschaftler und Autor
- Bodmer, Gottlieb (1804–1837), deutscher Porträtmaler und Lithograf
- Bodmer, Hans Conrad (1891–1956), Schweizer Industrieller und Autographen-Sammler
- Bodmer, Heinrich (1885–1950), Schweizer Kunsthistoriker
- Bodmer, Jacques (1924–2014), spanisch-katalanischer Dirigent
- Bodmer, Johann Georg (1786–1864), Schweizer Erfinder und Unternehmer
- Bodmer, Johann Jakob (1617–1676), Schweizer Buchdrucker, Dichter und Politiker
- Bodmer, Johann Jakob (1698–1783), Schweizer Autor
- Bodmer, Johann Jakob (1737–1806), Schweizer Textilfabrikant, Staatsmann und Politiker
- Bodmer, Julia (1934–2001), britische Genetikerin und Hochschullehrerin
- Bodmer, Karl (1809–1893), Schweizer Maler, Künstler des Wilden Westens, später französischer Maler der Schule von BarbizonKarl Bodmer (1809–1893)

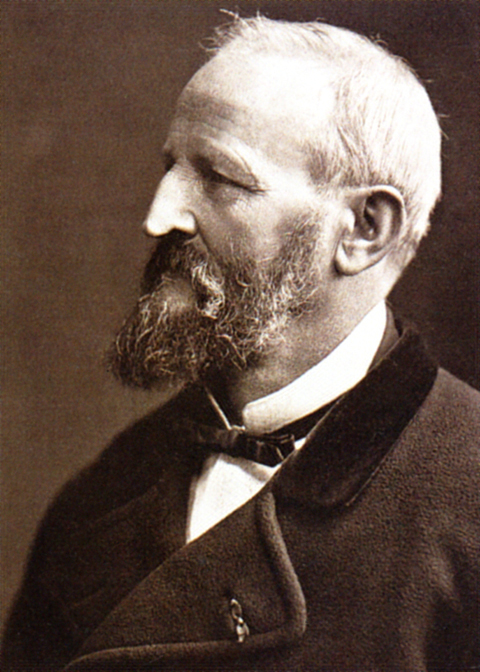
Karl Bodmer (1809–1893)

- Bodmer, Karl (1911–1955), deutscher Motorradrennfahrer
- Bodmer, Maria, Opfer der Hexenverfolgung
- Bodmer, Martin (1899–1971), Schweizer Privatgelehrter, Sammler und Mäzen
- Bodmer, Mathéo (* 2004), französischer Fußballspieler
- Bodmer, Mathieu (* 1982), französischer Fußballspieler
- Bodmer, Michel (* 1958), Schweizer Fernsehredaktor und Moderator
- Bodmer, Pascal (* 1991), deutscher Skispringer
- Bodmer, Paul (1886–1983), Schweizer Maler
- Bodmer, Rudolf (1805–1841), Schweizer Maler
- Bodmer, Salomon (1749–1827), Schweizer Politiker
- Bodmer, Samuel (1652–1724), Berner Geometer
- Bodmer, Thomas (* 1951), Schweizer Herausgeber, Lektor, Autor und Übersetzer
- Bodmer, Thomas (* 1960), Schweizer Politiker (SVP)
- Bodmer, Walter (1896–1989), Schweizer Unternehmer und Wirtschaftshistoriker
- Bodmer, Walter (1903–1973), Schweizer Maler, Bildender Künstler und Kunstpädagoge
- Bodmer, Walter (* 1936), britischer Humangenetiker
- Bodmershof, Imma (1895–1982), österreichische Schriftstellerin

### Bodn
- Bodnar, Adam (* 1977), polnischer Rechtswissenschaftler und MenschenrechtsaktivistAdam Bodnar (* 1977)

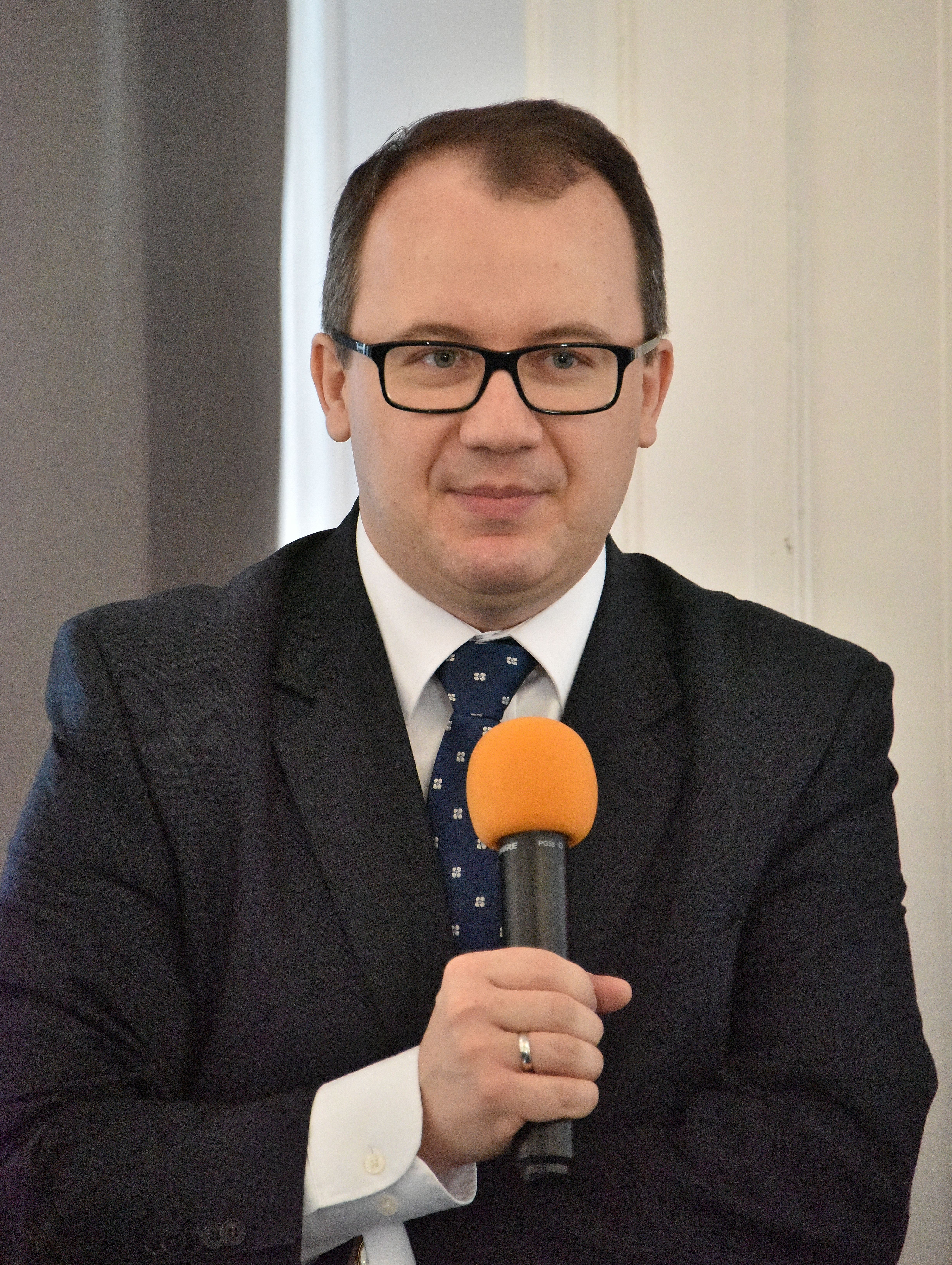
Adam Bodnar (* 1977)

- Bodnar, Anastasia (* 1989), deutsche Tänzerin
- Bodnár, András (* 1942), ungarischer Wasserballer
- Bodnár, Éva (* 1952), ungarische Künstlerin und Professorin für Zeichnung an der Akademie der bildenden Künste Wien
- Bodnár, Gizella (1926–2019), ungarische Einbrecherin
- Bodnar, Gus (1923–2005), kanadischer Eishockeyspieler und -trainer
- Bodnár, István (* 1958), ungarischer Philosophiehistoriker
- Bodnár, László (* 1979), ungarischer Fußballspieler
- Bodnar, Łukasz (* 1982), polnischer Radrennfahrer
- Bodnar, Maciej (* 1985), polnischer RadrennfahrerMaciej Bodnar (* 1985)

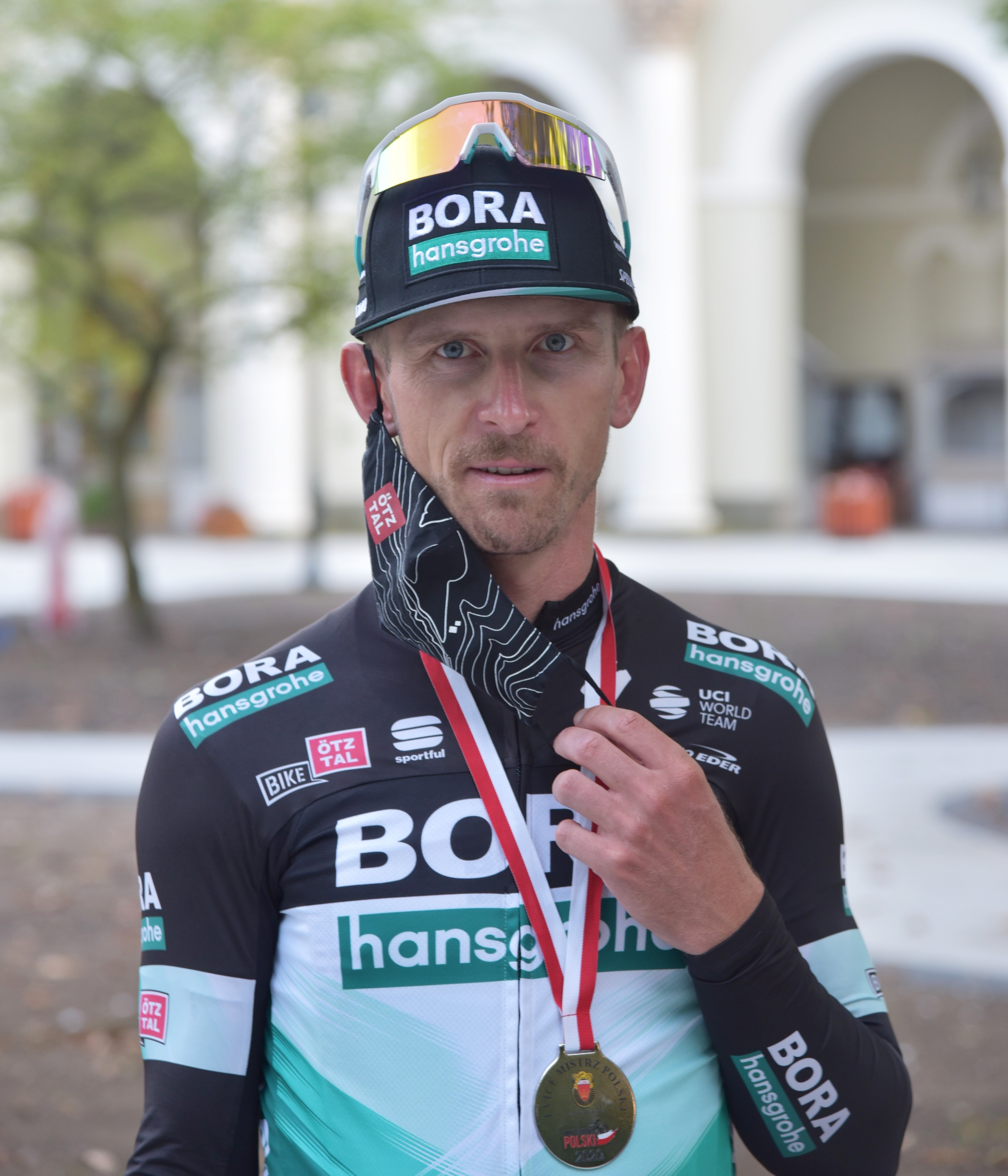
Maciej Bodnar (* 1985)

- Bodnar, Nicoleta-Ancuța (* 1998), rumänische Ruderin
- Bodnar, Robert J. (* 1949), US-amerikanischer Geochemiker
- Bodnár, Sándor (1890–1955), ungarischer Fußballspieler
- Bodnár, Tibor (1955–2022), ungarischer Sportschütze
- Bodnar-Kaczyńska, Hanna (1929–2001), polnische Grafikdesignerin und Plakatgestalterin
- Bodnăraș, Emil (1904–1976), rumänischer Politiker und Generalstabschef
- Bodnarchuk, Andrew (* 1988), deutsch-kanadischer Eishockeyspieler
- Bodnarchuk, Natasha (* 1998), kanadische Skispringerin
- Bodnarenco, Elena (1965–2022), moldauische Politikerin
- Bodnaruk, Anastassija Michailowna (* 1992), russische Schachspielerin
- Bodneck, Walter (* 1885), russischer Sportschütze
- Bodner, Herbert (* 1948), deutscher Manager und Vorstandsvorsitzender der Bilfinger Berger AG
- Bodner, Johannes (* 1969), österreichischer Politiker (ÖVP), Landesrat in Tirol
- Bodner, Phil (1917–2008), US-amerikanischer Jazzmusiker
- Bodnia, Kim (* 1965), dänischer FilmschauspielerKim Bodnia (* 1965)

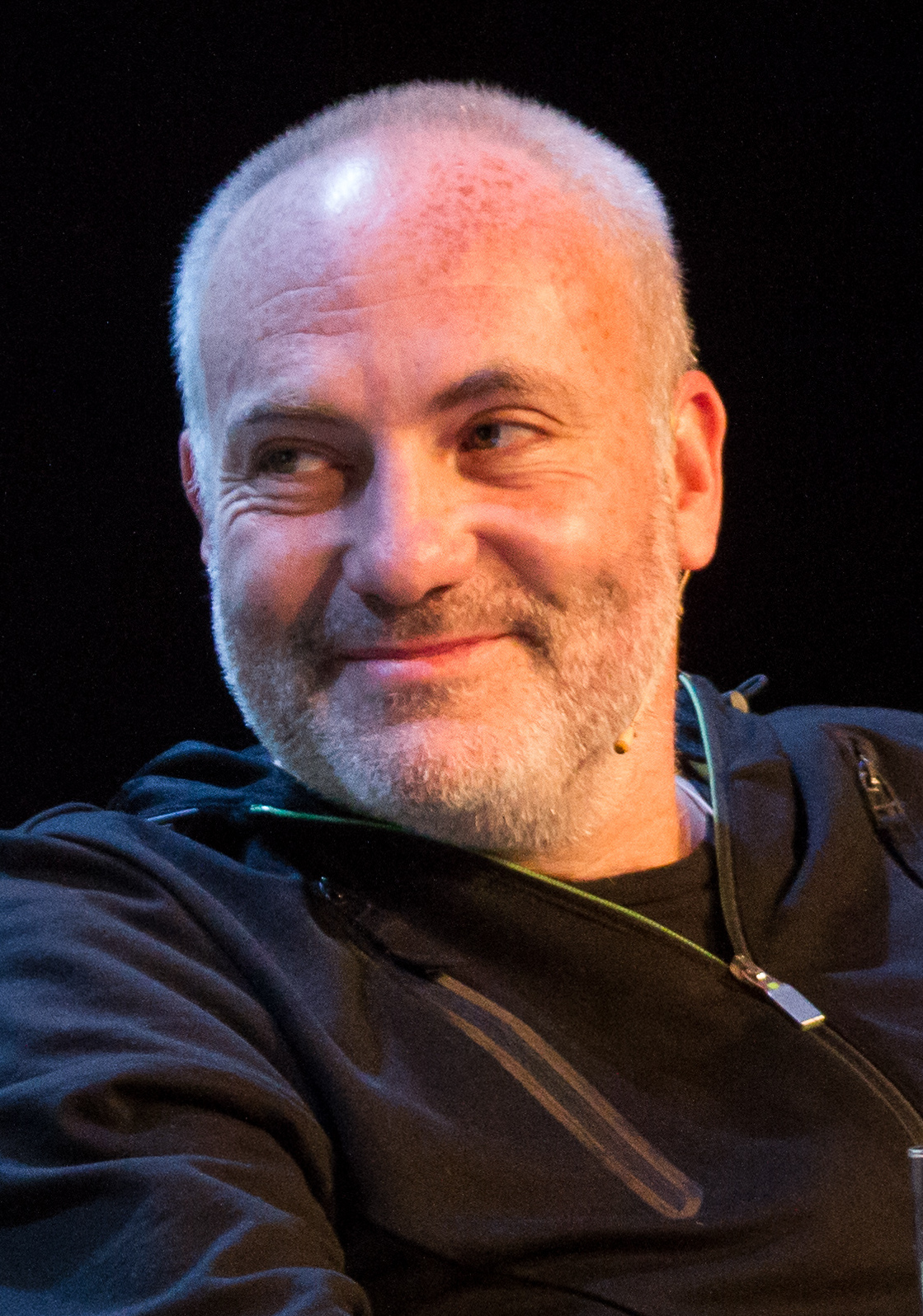
Kim Bodnia (* 1965)

- Bodnieks, Imants (* 1941), lettischer Radrennfahrer
- Bodnijewa, Ljudmila Walerijewna (* 1978), russische Handballspielerin und -trainerin

### Bodo
- Bodo Eleasar, Apologet
- Bodo von Pyrmont († 1395), Fürstabt von Corvey
- Bodó, Andrea (1934–2022), ungarische Turnerin
- Bodó, Béla (* 1963), ungarischer Historiker
- Bodó, Christopher (* 1991), kanadisch-ungarischer Eishockeyspieler
- Bodo, Cristiano (* 1968), italienischer Geistlicher, römisch-katholischer Bischof von Saluzzo
- Bodo, Eugeniusz (1899–1943), polnisch-schweizerischer Schauspieler, Filmregisseur und Filmproduzent
- Bodo, Friedrich (1893–1978), österreichischer Lehrer und Geograph
- Bodo, Henricus, deutscher Geistlicher und Abt im Kloster Marienstein
- Bodó, Richárd (* 1993), ungarischer Handballspieler
- Bodó, Viktor (* 1978), ungarischer Regisseur und Bühnenbildner
- Bodoc, Liliana (1958–2018), argentinische Schriftstellerin
- Bodock, Lorenz (1607–1663), deutscher Hochschullehrer, Rektor an der Universität Rostock
- Bodoczi, Carolin (* 1985), deutsche Florettfechterin
- Bódog, Tamás (* 1970), ungarischer Fußballspieler und -trainer
- Bodoignet, Auguste (1896–1938), französischer Autorennfahrer
- Bodola, Iuliu (1912–1993), rumänischer und ungarischer Fußballspieler
- Bodom, Erik (1829–1879), norwegischer Landschaftsmaler
- Bodomo, Nuotama (* 1988), ghanaische Filmemacherin
- Bodong Chogle Namgyel (1376–1451), tibetischer Geistlicher und Gelehrter der Bodong-Tradition des tibetischen Buddhismus
- Bodoni, Giambattista (1740–1813), italienischer Stempelschneider (Graveur), Buchdrucker, Typograf und Verleger
- Bodontschar Mönch, Herrscher der Mongolen
- Bodonyi, Dóra (* 1993), ungarische Kanutin
- Bodonyi, Sándor († 1811), ungarischer römisch-katholischer Geistlicher
- Bodor, Ádám (* 1936), rumänischer Schriftsteller
- Bodor, Boldizsár (* 1982), ungarischer Fußballspieler
- Bodor, Ödön (1882–1927), ungarischer Leichtathlet und Fußballspieler
- Bodorová, Sylvie (* 1954), tschechische Komponistin
- Bodossian, Mark (* 1976), australischer Musiker

### Bodr
- Bodratto, Francesco (1823–1880), italienischer Lehrer, Ordenspriester und Missionar
- Bodražić, Jelena (* 1971), serbische Opern- und Konzertsängerin (Mezzosopran)
- Bodrazic, Simon (* 2003), österreichischer Fußballspieler
- Bodrero, Emilio (1874–1949), italienischer Politiker
- Bodrogi, László (* 1976), ungarischer Radrennfahrer
- Bodrogligeti, András (1925–2017), US-amerikanischer Turkologe
- Bodrow, Denis Alexandrowitsch (* 1986), russischer Eishockeyspieler
- Bodrow, Ihor (* 1987), ukrainischer Sprinter
- Bodrow, Jewgeni Alexandrowitsch (* 1988), russischer Eishockeyspieler
- Bodrow, Sergei Sergejewitsch (1971–2002), russischer Filmschauspieler und Regisseur
- Bodrow, Sergei Wladimirowitsch (* 1948), russischer Filmregisseur, Drehbuchautor und Produzent
- Bodrožić, Marica (* 1973), deutsche SchriftstellerinMarica Bodrožić (* 1973)

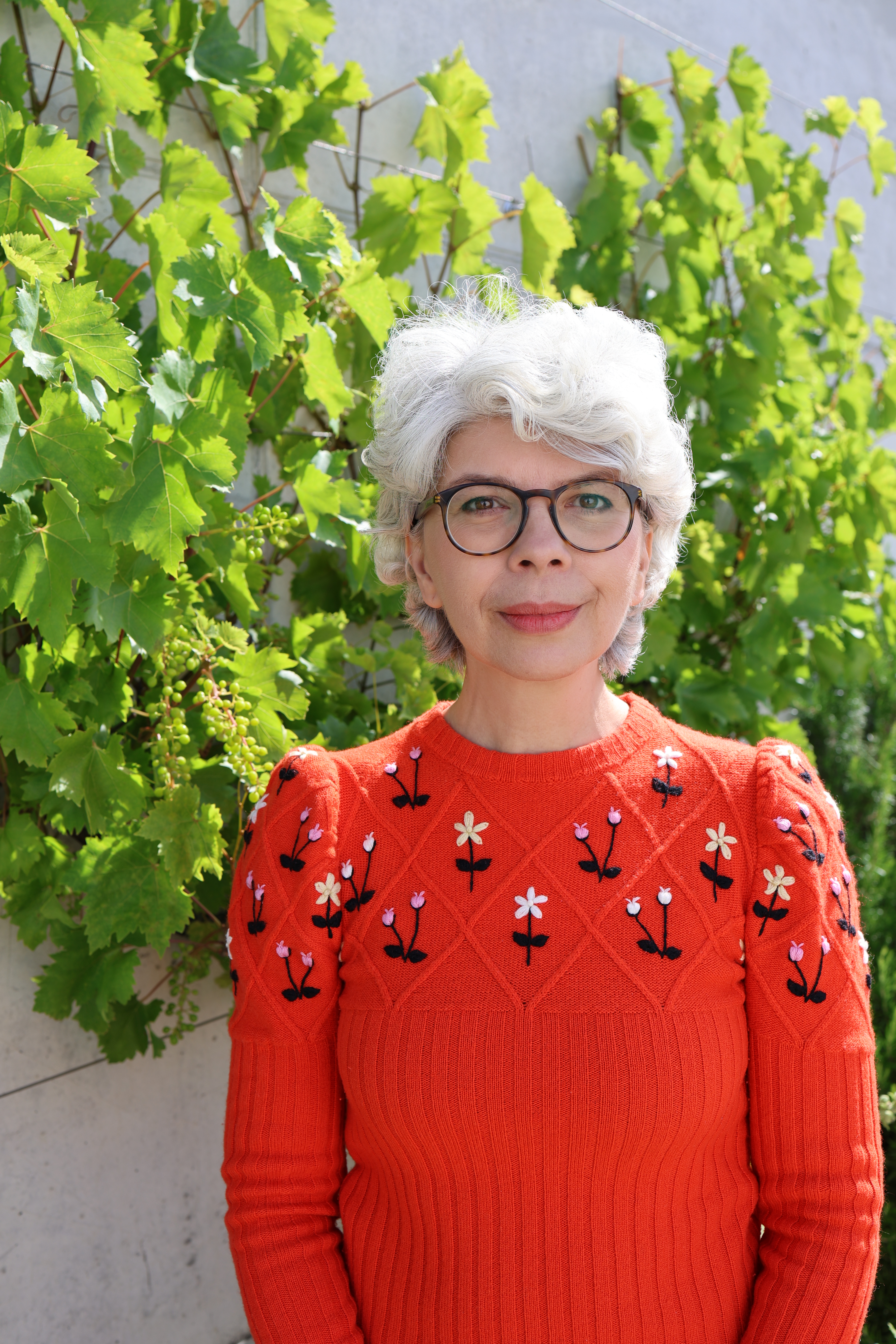
Marica Bodrožić (* 1973)

- Bodrugan, Henry († 1487), englischer Ritter
- Bodrumlu, Avram Galanti (1873–1961), türkischer Hochschullehrer, Journalist, Politiker und Philosoph jüdischen Glaubens
- Bodrušić, Dario (* 1983), kroatischer Fußballspieler
- Bodry, Alex (* 1958), luxemburgischer Politiker (LSAP), Mitglied der Chambre

### Bods
- Bodsch, Ingrid (* 1953), österreichische Historikerin und in Deutschland lebende Museumsdirektorin
- Bodschokojew, Asamat (* 1994), kirgisischer Biathlet
- Bødskov, Morten (* 1970), dänischer sozialdemokratischer Politiker, Mitglied des Folketing
- Bodson, Victor (1902–1984), luxemburgischer Politiker (LSAP), Mitglied der Chambre
- Bodström, Lennart (1928–2015), schwedischer Politiker und Diplomat, Außenminister, Bildungsminister, Botschafter in Norwegen
- Bodsworth, Fred (1918–2012), kanadischer Schriftsteller, Journalist und Amateurnaturforscher

### Bodt
- Bodt, Jean de (1670–1745), sächsischer General und Architekt
- Bødtcher, Ludvig (1793–1874), dänischer Lyriker
- Bødtger, Katy (1932–2017), dänische Sängerin
- Bodtke, Ingo (* 1965), deutscher Politiker (FDP)Ingo Bodtke (* 1965)

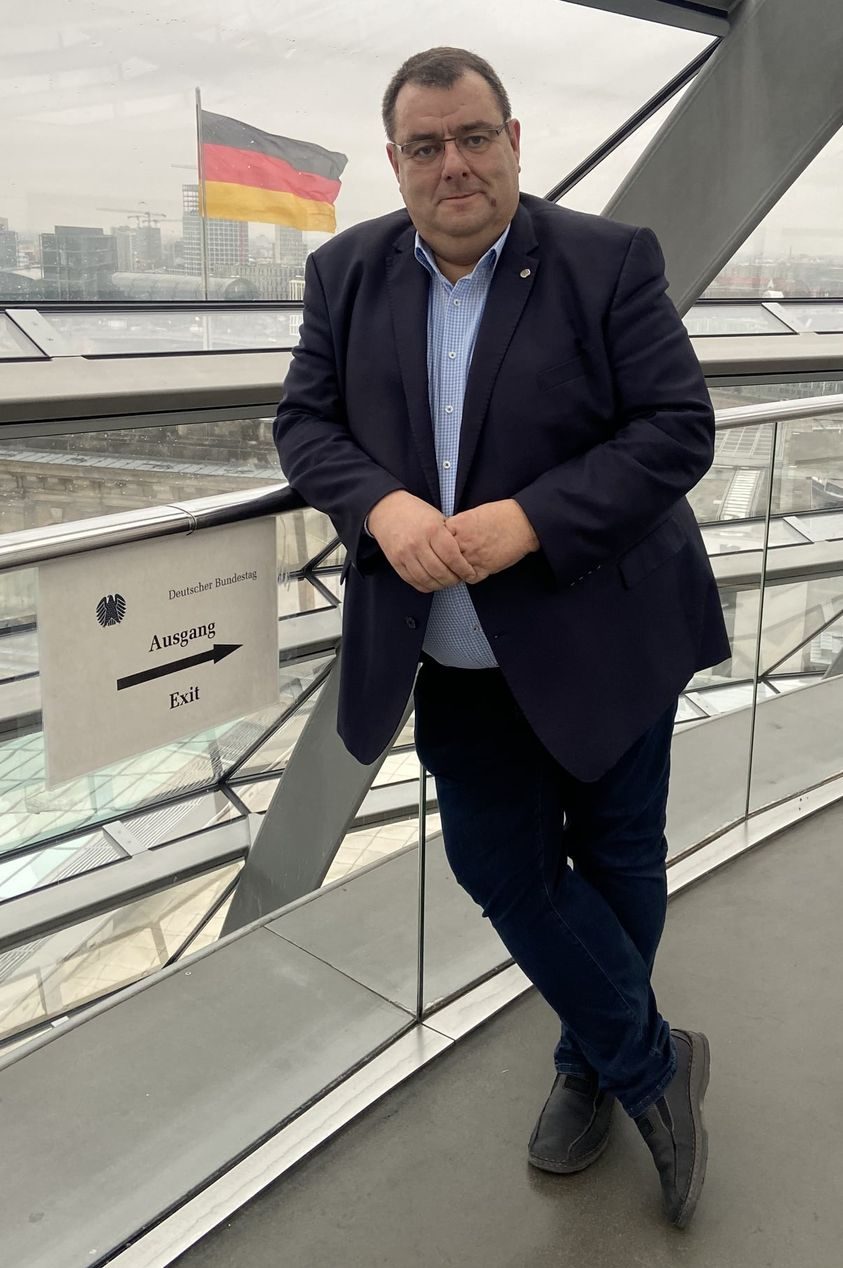
Ingo Bodtke (* 1965)

### Bodu
- Bodu, Sebastian Valentin (* 1970), rumänischer Politiker, MdEP
- Bodul, Darko (* 1989), österreichischer Fußballspieler
- Bodungen, Anton von (1761–1850), deutscher Grundbesitzer und Abgeordneter
- Bodungen, Friedrich Wilhelm von (1879–1943), deutscher Politiker und Agrarfunktionär
- Bodungen, Georg von (1572–1655), braunschweig-lüneburgischer Hofmarschall
- Bodunow, Alexander Iwanowitsch (1951–2017), russischer Eishockeyspieler und -trainer
- Bodunrin, Jumoke (* 1945), nigerianische Sprinterin
- Boduognatus († 57 v. Chr.), keltischer Feldherr
- Bodurov, Dimitar (* 1979), bulgarischer Jazzmusiker (Piano, Komposition)
- Boduszek, Jürgen (* 1950), deutscher Fußballspieler

### Bodv
- Böðvar Guðmundsson (* 1939), isländischer Schriftsteller und Übersetzer
- Bodvoc, britannischer König
- Bodvogenus, antiker römischer Toreut beziehungsweise Silberschmied

### Bodw
- Bodwell, Joseph R. (1818–1887), US-amerikanischer Politiker

### Body
- Bódy, Gábor (1946–1985), ungarischer Regisseur, Drehbuchautor und Schauspieler
- Body, Patrick (* 1982), US-amerikanischer Footballspieler
- Body, Richard (1927–2018), britischer Politiker, Mitglied des House of Commons
- Bódy, Veruschka (* 1952), ungarische Filmemacherin und Autorin
- Body-Gendrot, Sophie (1942–2018), französische Soziologin und Kriminologin
- Bodyk, Jacek (* 1966), polnischer Radrennfahrer

### Bodz
- Bodzek, Adam (* 1985), deutscher Fußballspieler
- Bodzenta von Września († 1366), römisch-katholischer Bischof von Krakau
- Bodzenta, Erich (1927–1996), österreichischer Soziologe und Hochschullehrer
- Bodziana, Grzegorz (* 1981), polnischer Biathlet
- Bodzin, Herbert (1936–2025), deutscher Maler, Bildhauer und Musiker (Saxophon, Flöte, Piano)
- Bodzin, Stephan (* 1969), deutscher DJ und ProduzentStephan Bodzin (* 1969)

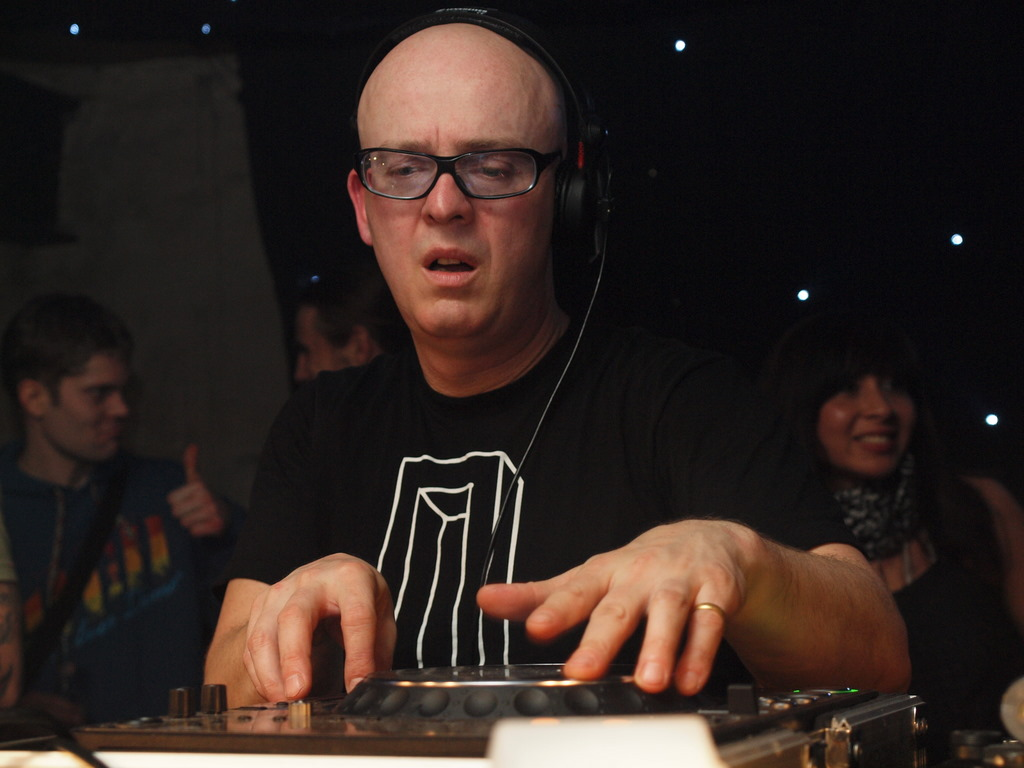
Stephan Bodzin (* 1969)